# Lijst van vlaggen van hoofdsteden
Dit is een lijst van vlaggen van hoofdsteden opgenomen per werelddeel en in alfabetische volgorde per land.

## Hoofdsteden van landen

### Landen inAfrika

Vlag van Algiers (Algerije)
Vlag van Luanda (Angola)
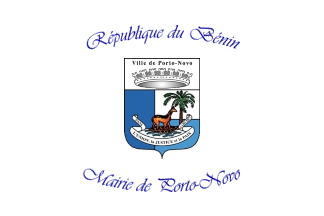
Vlag van Porto-Novo (Benin)
Vlag van Gaborone (Botswana)
Vlag van Ouagadougou (Burkina Faso)
Vlag van Gitega (Burundi)
Vlag van Bangui (Centraal-Afrikaanse Republiek)
Vlag van Moroni (Comoren)
Vlag van Brazzaville (Congo-Brazzaville)
Vlag van Kinshasa (Congo-Kinshasa)
Vlag van Djibouti (Djibouti)
Vlag van Caïro (Egypte)
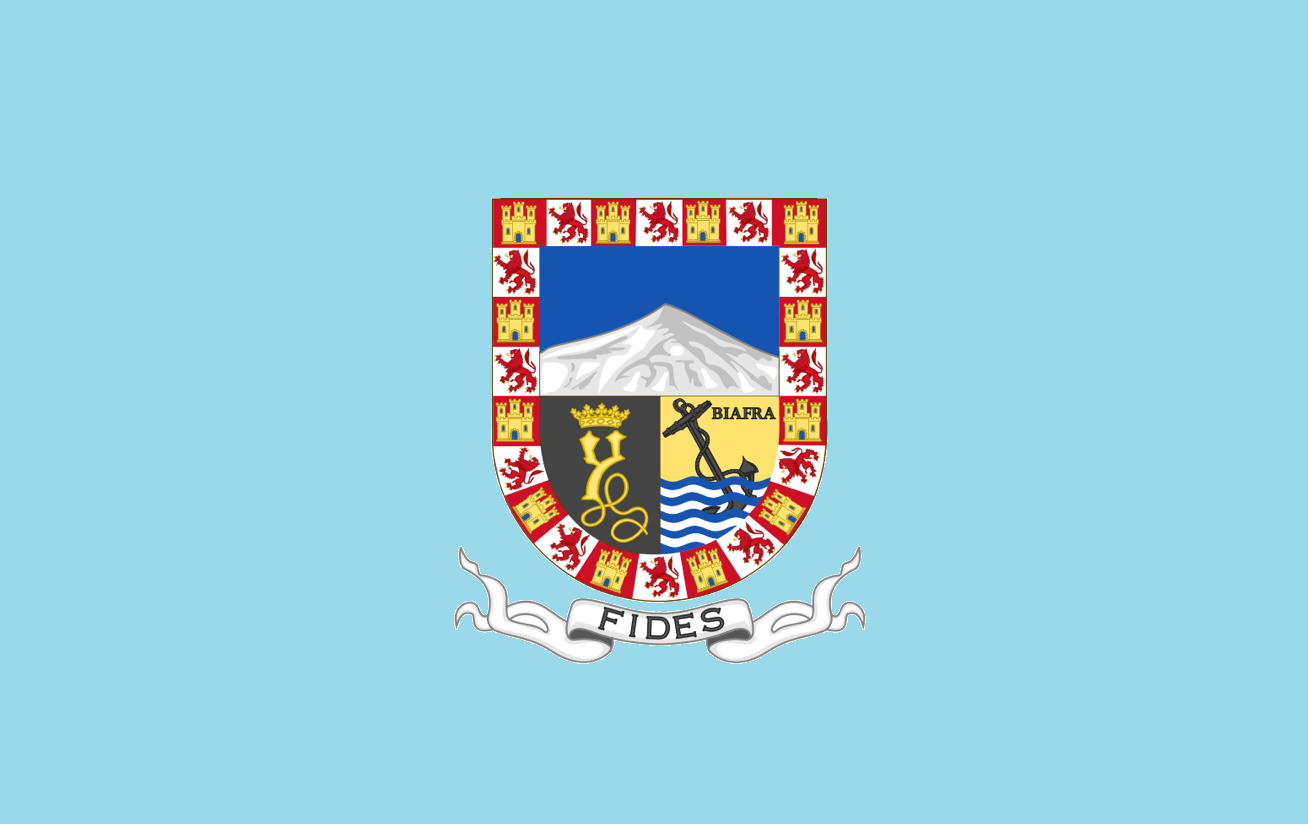
Vlag van Malabo (Equatoriaal-Guinea)
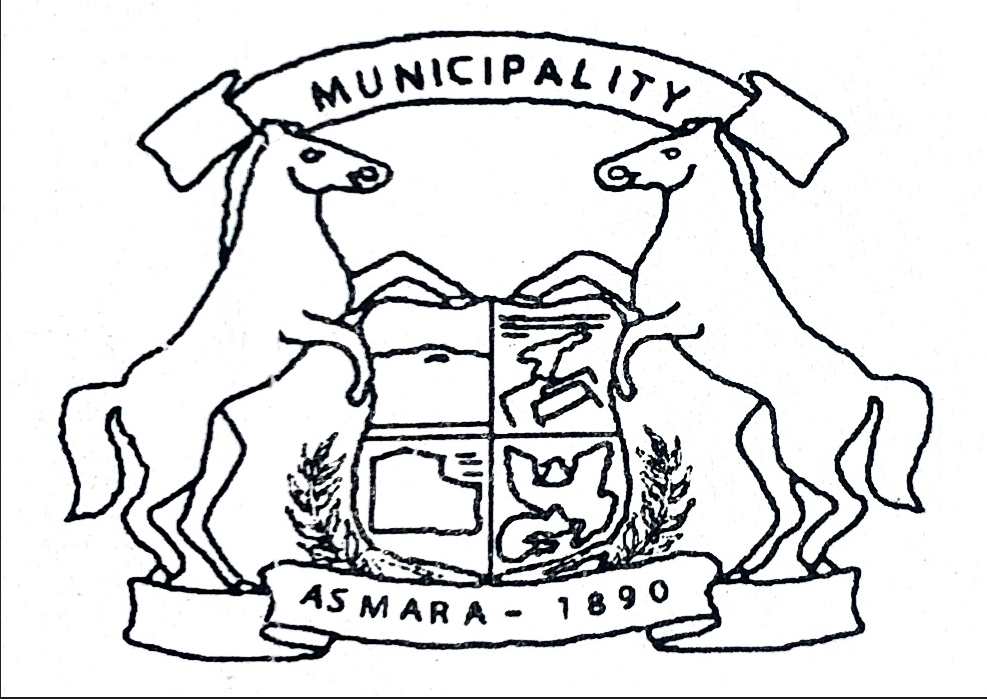
Vlag van Asmara (Eritrea)
Vlag van Addis Abeba (Ethiopië)
Vlag van Libreville (Gabon)
Vlag van Banjul (Gambia)
Vlag van Accra (Ghana)
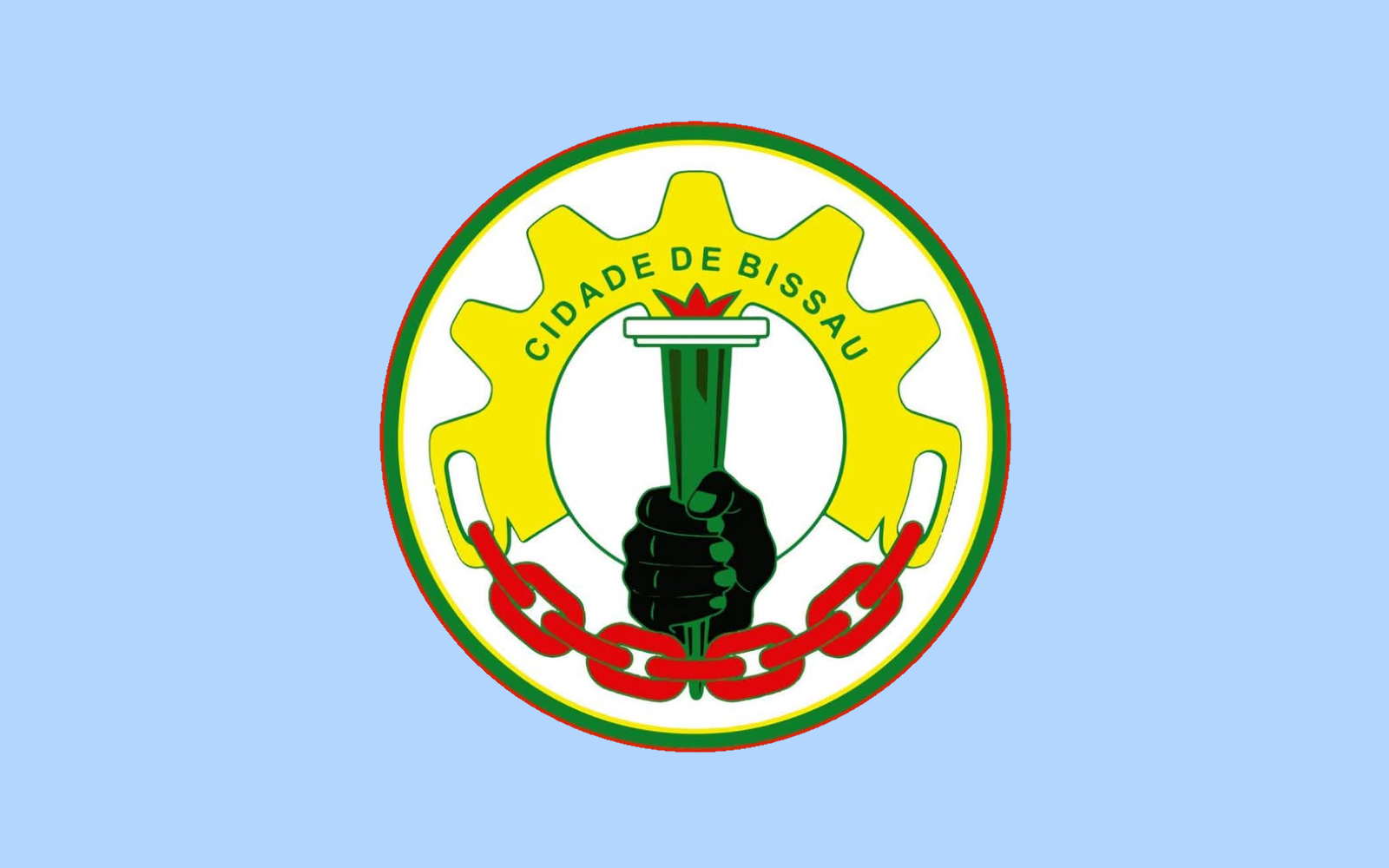
Vlag van Bissau (Guinee-Bissau)
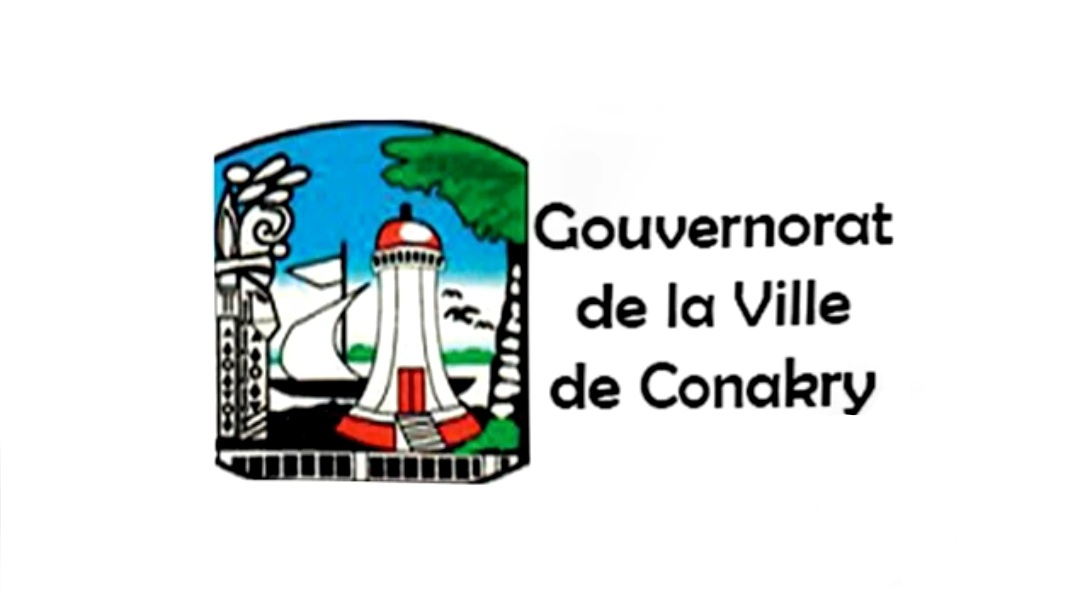
Vlag van Conakry (Guinee)
Vlag van Yamoussoukro (Ivoorkust)
Vlag van Praia (Kaapverdië)
Vlag van Yaoundé (Kameroen)
Vlag van Nairobi (Kenia)
Vlag van Maseru (Lesotho)
Vlag van Monrovia (Liberia)
Vlag van Tripoli (Libië)
Vlag van Antananarivo (Madagaskar)
Vlag van Lilongwe (Malawi)
Vlag van Bamako (Mali)
Vlag van Rabat (Marokko)
Vlag van Nouakchott (Mauritanië)
Vlag van Port Louis (Mauritius)
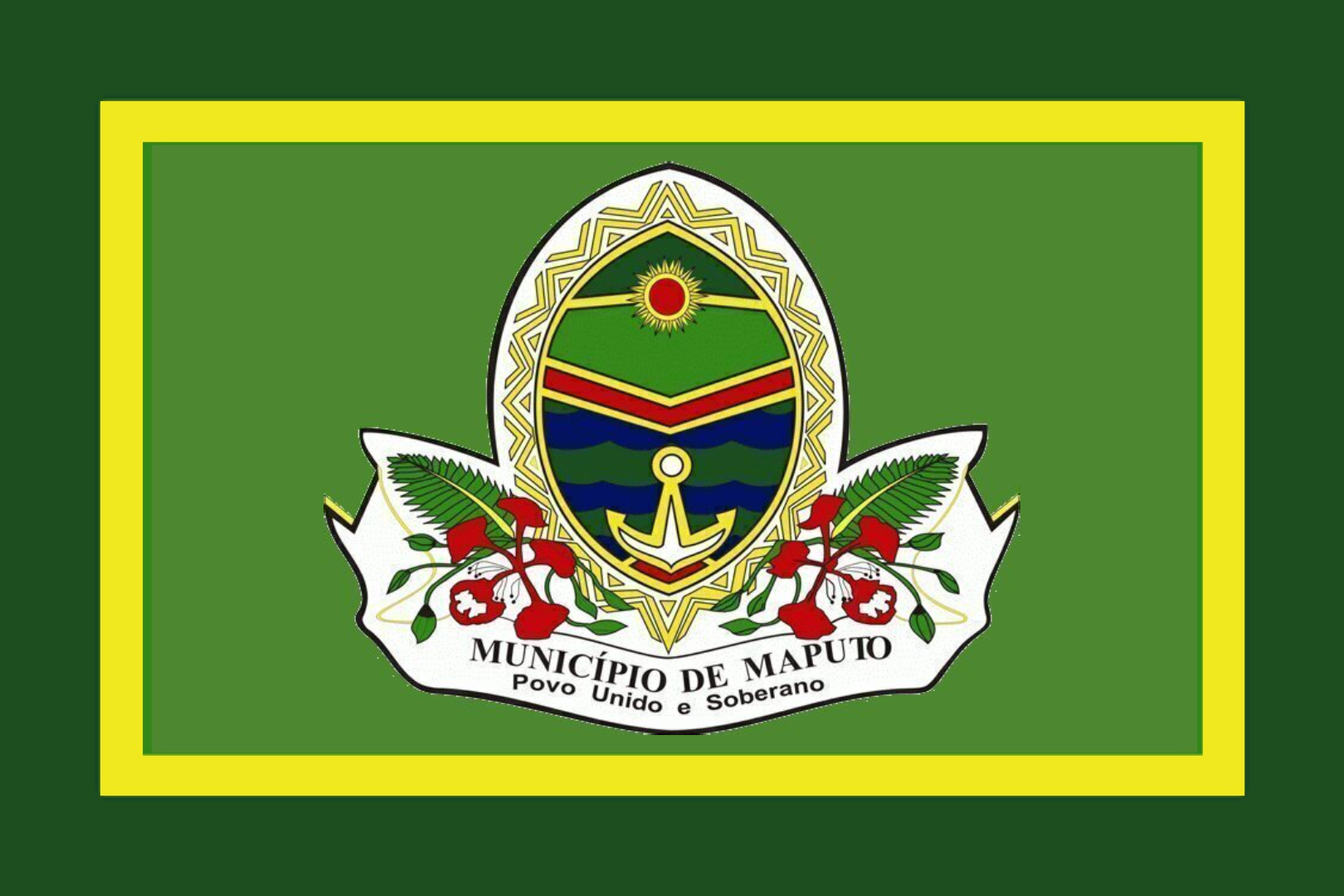
Vlag van Maputo (Mozambique)
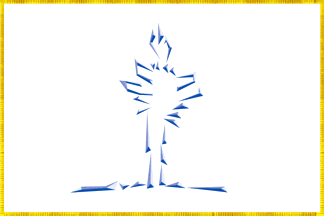
Vlag van Windhoek (Namibië)
Vlag van Niamey (Niger)
Vlag van Abuja (Nigeria)
Vlag van Kampala (Oeganda)
Vlag van Kigali (Rwanda)
Vlag van Sao Tomé (Sao Tomé en Principe)
Vlag van Dakar (Senegal)
Vlag van Victoria (Seychellen)
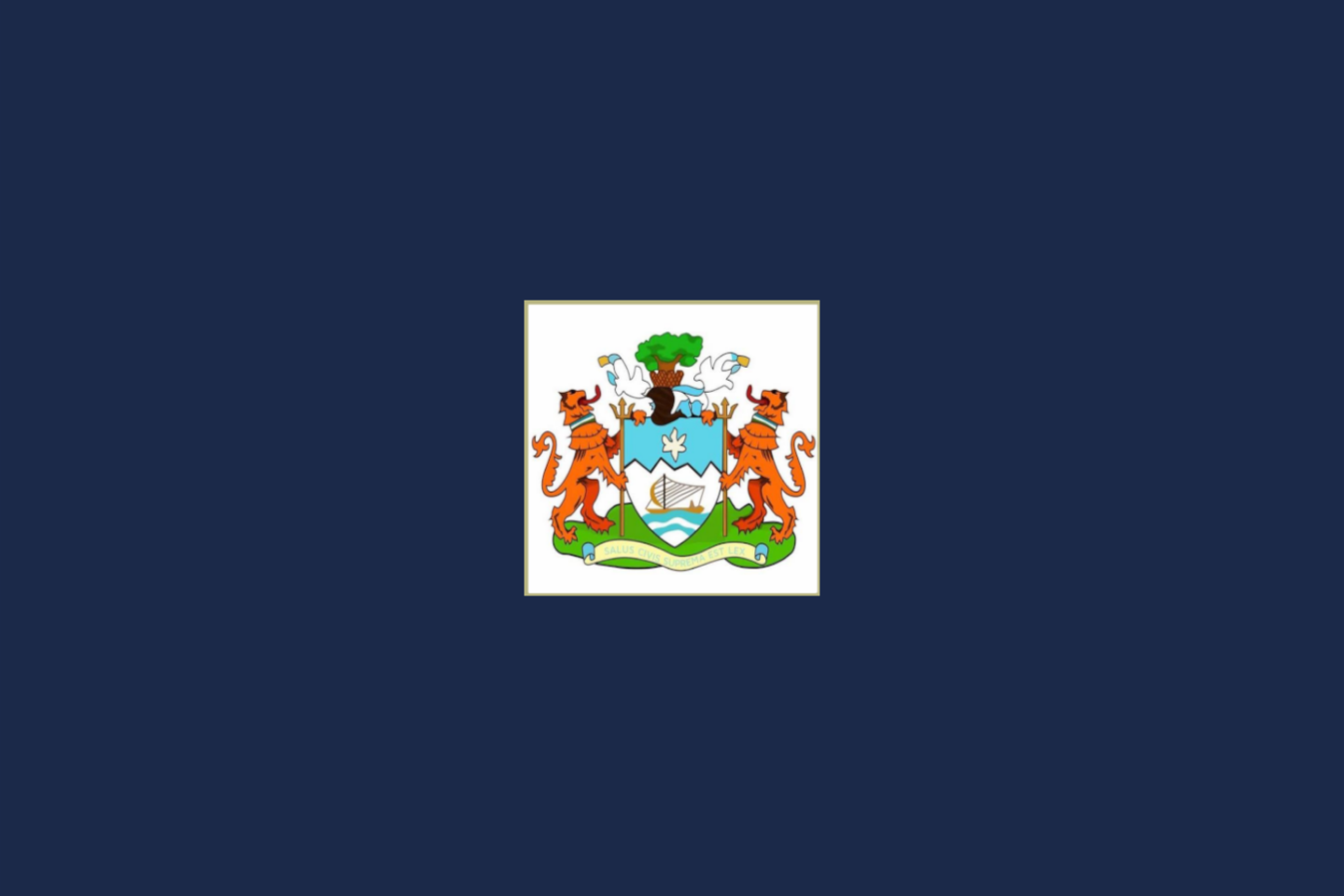
Vlag van Freetown (Sierra Leone)
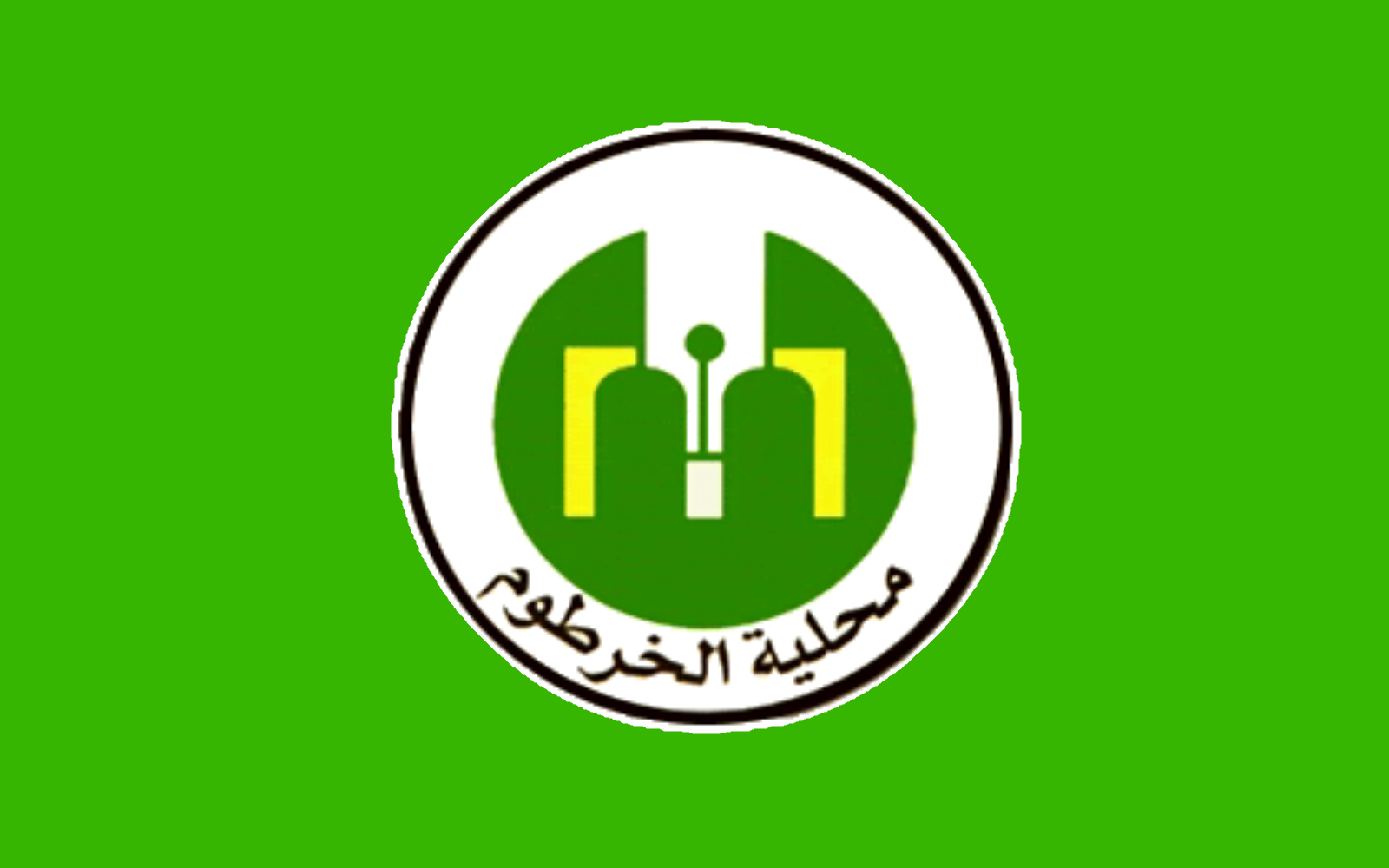
Vlag van Khartoem (Soedan)
Vlag van Mogadishu (Somalië)
Vlag van Lobamba (Swaziland)
Vlag van Mbabane (Swaziland)
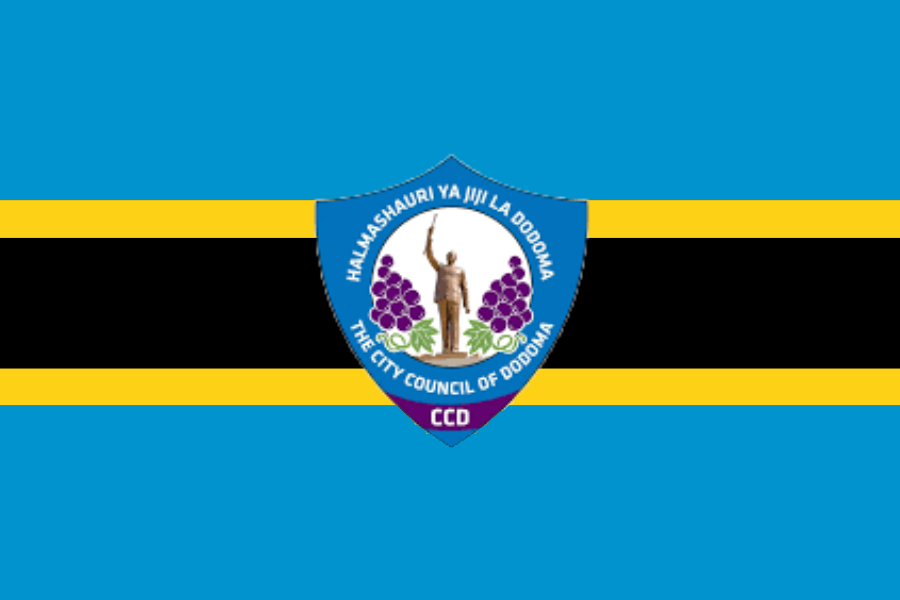
Vlag van Dodoma (Tanzania)
Vlag van Lomé (Togo)
Vlag van Ndjamena (Tsjaad)
Vlag van Tunis (Tunesië)
Vlag van Lusaka (Zambia)
Vlag van Harare (Zimbabwe)
Vlag van Pretoria (Zuid-Afrika)
Vlag van Bloemfontein (Zuid-Afrika)
Vlag van Kaapstad (Zuid-Afrika)
Vlag van Juba (Zuid-Soedan)

### Landen inAzië

Vlag van Kabul (Afghanistan)
Vlag van Jerevan (Armenië)
Vlag van Bakoe (Azerbeidzjan)
Vlag van Manama (Bahrein)
Vlag van Dhaka (Bangladesh)
Vlag van Thimphu (Bhutan)
Vlag van Bandar Seri Begawan (Brunei)
Vlag van Phnom Penh (Cambodja)
Vlag van Peking (China)
Vlag van Nicosia (Cyprus)
Vlag van Manilla (Filipijnen)
Vlag van Tbilisi (Georgië)
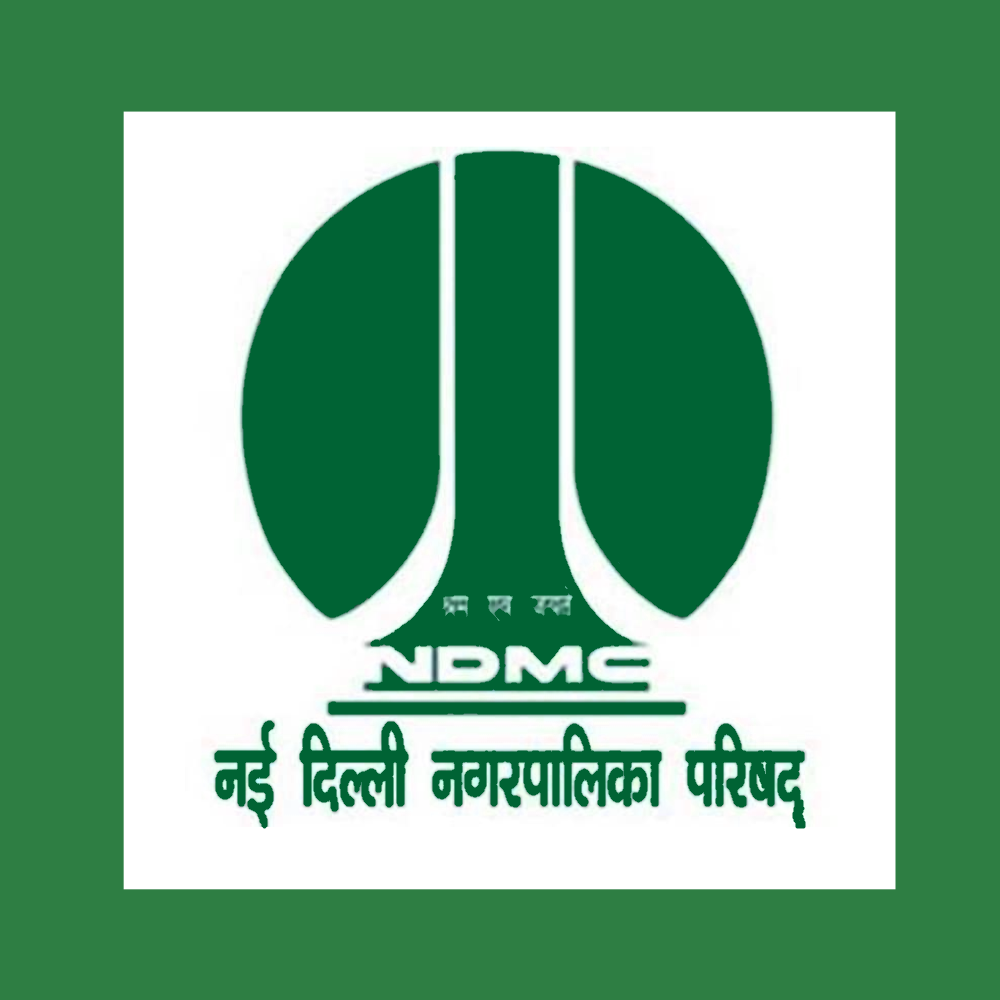
Vlag van New Delhi (India)
Vlag van Jakarta (Indonesië)
Vlag van Bagdad (Irak)
Vlag van Teheran (Iran)
Vlag van Jeruzalem (Israël)
Vlag van Tokio (Japan)
Vlag van Sanaa (Jemen)
Vlag van Amman (Jordanië)
Vlag van Astana (Kazachstan)
Vlag van Bisjkek (Kirgizië)
Vlag van Koeweit (Koeweit)
Vlag van Vientiane (Laos)
Vlag van Beiroet (Libanon)
Vlag van Malé (Malediven)
Vlag van Kuala Lumpur (Maleisië)
Vlag van Ulaanbaatar (Mongolië)
Vlag van Naypyidaw (Myanmar)
Vlag van Kathmandu (Nepal)
Vlag van Pyongyang (Noord-Korea)
Vlag van Tasjkent (Oezbekistan)
Vlag van Muscat (Oman)
Vlag van Dili (Oost-Timor)
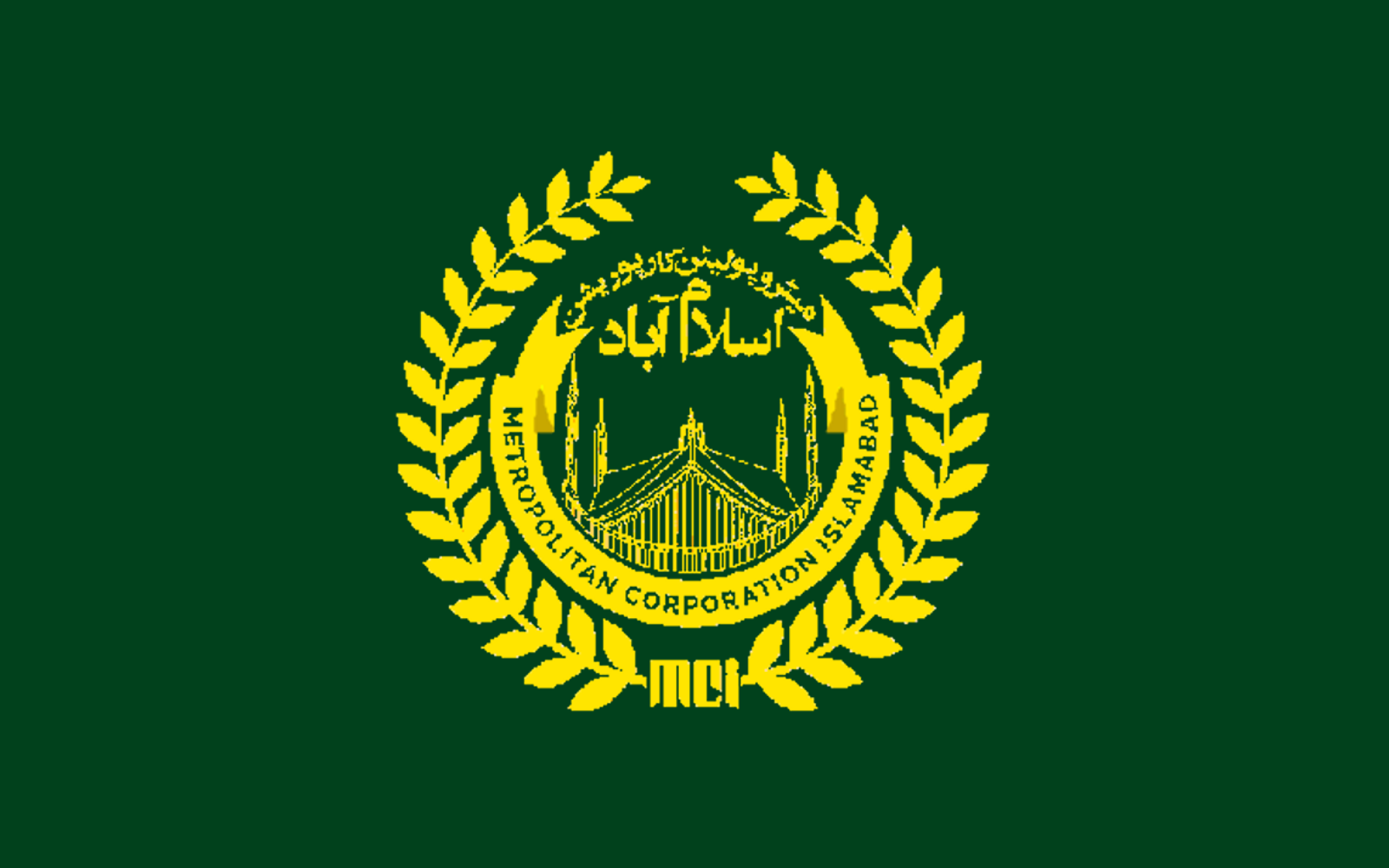
Vlag van Islamabad (Pakistan)
Vlag van Ramallah (Palestina, de facto)
Vlag van Oost-Jeruzalem (Palestina, geclaimd)
Vlag van Doha (Qatar)
Vlag van Riyad (Saoedi-Arabië)
Vlag van Singapore (Singapore)
Vlag van Sri Jayewardenapura Kotte (Sri Lanka)
Vlag van Damascus (Syrië)
Vlag van Doesjanbe (Tadzjikistan)
Vlag van Taipei (Taiwan, de facto)
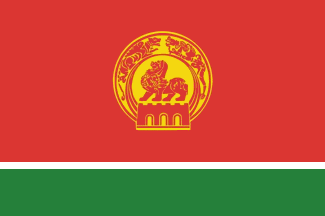
Vlag van Nanjing (Taiwan, geclaimd)
Vlag van Bangkok (Thailand)
Vlag van Ankara (Turkije)
Vlag van Asjchabad (Turkmenistan)
Vlag van Abu Dhabi (Verenigde Arabische Emiraten)
Vlag van Hanoi (Vietnam)
Vlag van Seoel (Zuid-Korea)

### Landen inEuropa

Vlag van Tirana (Albanië)
Vlag van Andorra la Vella (Andorra)
Vlag van Brussel (België)
Vlag van Sarajevo (Bosnië en Herzegovina)
Vlag van Sofia (Bulgarije)
Vlag van Kopenhagen (Denemarken)
Vlag van Berlijn (Duitsland)
Vlag van Tallinn (Estland)
Vlag van Helsinki (Finland)
Vlag van Parijs (Frankrijk)
Vlag van Athene (Griekenland)
Vlag van Boedapest (Hongarije)
Vlag van Dublin (Ierland)
Vlag van Reykjavik (IJsland)
Vlag van Rome (Italië)
Vlag van Pristina (Kosovo)
Vlag van Zagreb (Kroatië)
Vlag van Riga (Letland)
Vlag van Vaduz (Liechtenstein)
Vlag van Vilnius (Litouwen)
Vlag van Luxemburg (Luxemburg)
Vlag van Valletta (Malta)
Vlag van Chisinau (Moldavië)
Vlag van Monaco (Monaco)
Vlag van Podgorica (Montenegro)
Vlag van Amsterdam (Nederland)
Vlag van Skopje (Noord-Macedonië)
Vlag van Oslo (Noorwegen)
Vlag van Kiev (Oekraïne)
Vlag van Wenen (Oostenrijk)
Vlag van Warschau (Polen)
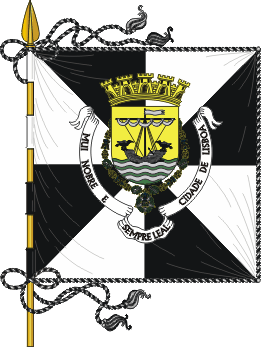
Vlag van Lissabon (Portugal)
Vlag van Boekarest (Roemenië)
Vlag van Moskou (Rusland)
Vlag van San Marino (San Marino)
Vlag van Belgrado (Servië)
Vlag van Ljubljana (Slovenië)
Vlag van Bratislava (Slowakije)
Vlag van Madrid (Spanje)
Vlag van Praag (Tsjechië)
Vlag van Ankara (Turkije)
Vlag van Vaticaanstad (Vaticaanstad)
Vlag van Londen (Verenigd Koninkrijk)
Vlag van Minsk (Wit-Rusland)
Vlag van Stockholm (Zweden)
Vlag van Bern (Zwitserland)[1]

### Landen inNoord-Amerika

Vlag van Saint John's (Antigua en Barbuda)
Vlag van Nassau (Bahama's)
Vlag van Bridgetown (Barbados)
Vlag van Belmopan (Belize)
Vlag van Ottawa (Canada)
Vlag van San José (Costa Rica)
Vlag van Havana (Cuba)
Vlag van Roseau (Dominica)
Vlag van Santo Domingo (Dominicaanse Republiek)
Vlag van San Salvador (El Salvador)
Vlag van Saint George's (Grenada)
Vlag van Guatemala-Stad (Guatemala)
Vlag van Port-au-Prince (Haïti)
Vlag van Tegucigalpa (Honduras)
Vlag van Kingston (Jamaica)
Vlag van Mexico-Stad (Mexico)
Vlag van Managua (Nicaragua)
Vlag van Panama-Stad (Panama)
Vlag van Basseterre (Saint Kitts en Nevis)
Vlag van Castries (Saint Lucia)
Vlag van Kingstown (Saint Vincent en de Grenadines)
Vlag van Port of Spain (Trinidad en Tobago)
Vlag van Washington D.C. (Verenigde Staten)

### Landen inOceanië

Vlag van Canberra (Australië)
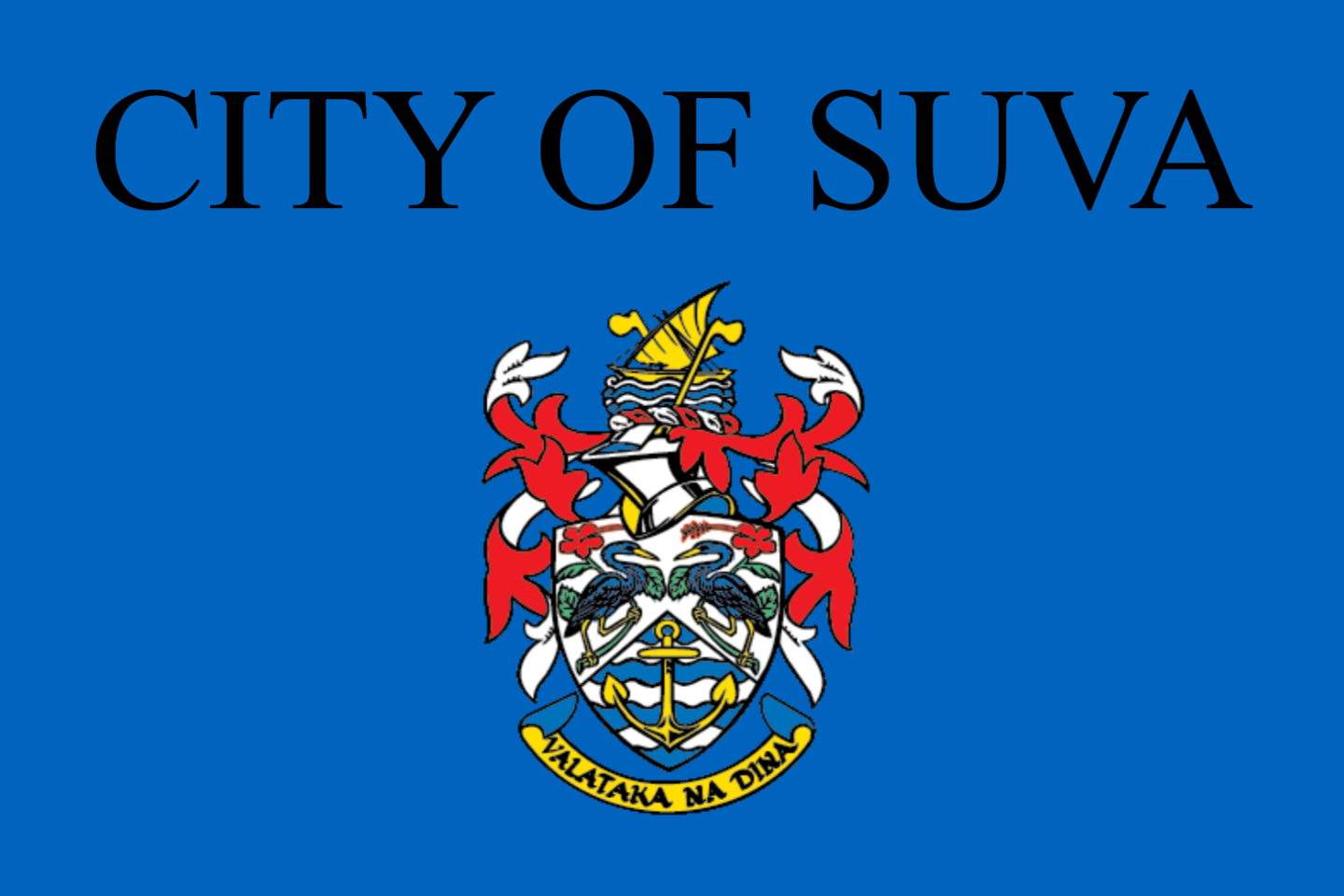
Vlag van Suva (Fiji)
Vlag van Zuid-Tarawa (Kiribati)
Vlag van Majuro (Marshalleilanden)
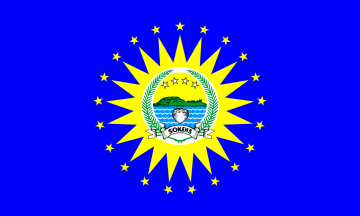
Vlag van Palikir (Micronesië)
Vlag van Yaren (Nauru, de facto)
Vlag van Wellington (Nieuw-Zeeland)
Vlag van Ngerulmud (Palau)
Vlag van Port Moresby (Papoea-Nieuw-Guinea)
Vlag van Honiara (Salomonseilanden)
Vlag van Apia (Samoa)
Vlag van Nuku'alofa (Tonga)
Vlag van Funafuti (Tuvalu)
Vlag van Port Vila (Vanuatu)

### Landen inZuid-Amerika

Vlag van Buenos Aires (Argentinië)
Vlag van Sucre (Bolivia)
Vlag van Brasilia (Brazilië)
Vlag van Santiago (Chili)
Vlag van Bogota (Colombia)
Vlag van Quito (Ecuador)
Vlag van Georgetown (Guyana)
Vlag van Asuncion (Paraguay)
Vlag van Lima (Peru)
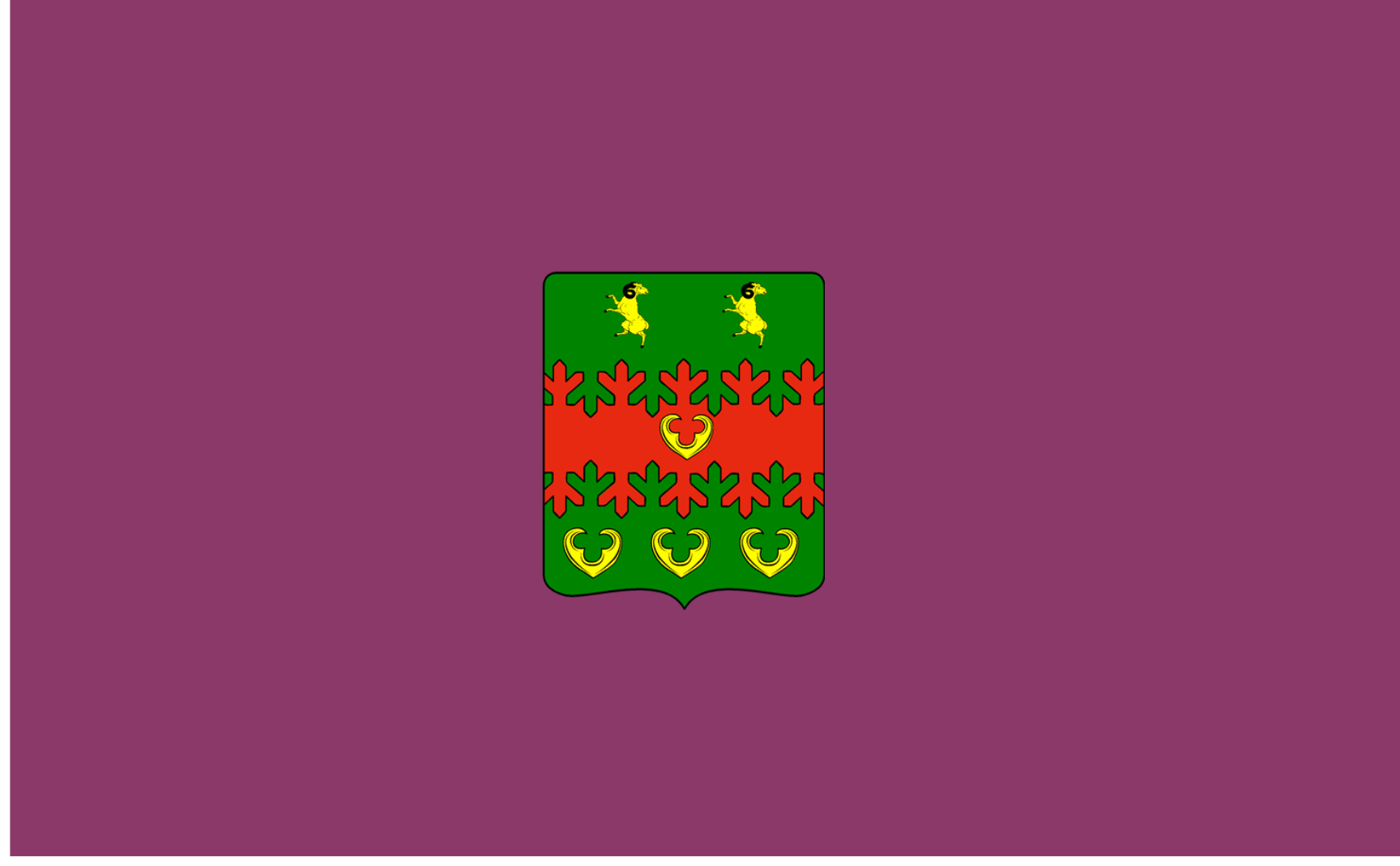
Vlag van Paramaribo (Suriname)
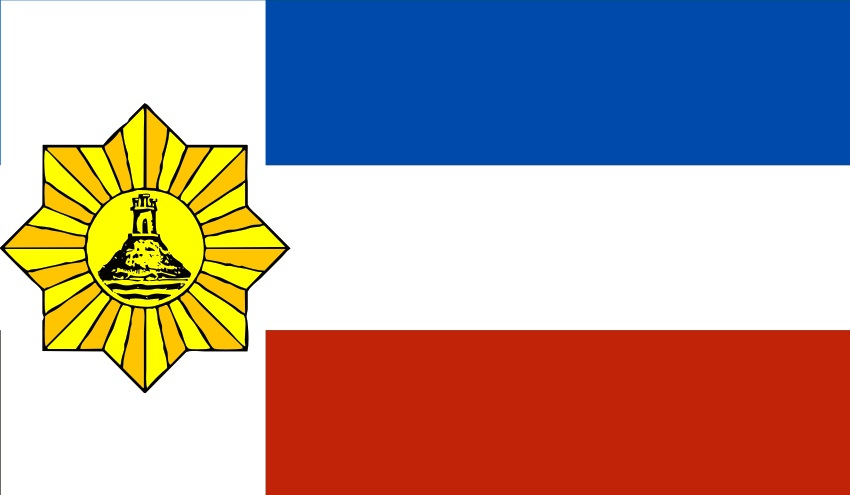
Vlag van Montevideo (Uruguay)
Vlag van Caracas (Venezuela)

## Hoofdsteden van territoria en afhankelijke gebieden

Vlag van Episkopi Cantonment (Akrotiri en Dhekelia)
Vlag van Mariehamn (Åland)
Vlag van Charlotte Amalie (Amerikaanse Maagdeneilanden)
Vlag van Pago Pago (Amerikaans-Samoa)
Vlag van The Valley (Anguilla)
Vlag van Oranjestad (Aruba)
Vlag van Hamilton (Bermuda)
Vlag van Road Town (Britse Maagdeneilanden)
Vlag van Diego Garcia (Brits Indische Oceaanterritorium)
Vlag van Flying Fish Cove (Christmaseiland)
Vlag van West Island (Cocoseilanden)
Vlag van Avarua (Cookeilanden)
Vlag van Willemstad (Curaçao)
Vlag van Londen (Engeland)
Vlag van Tórshavn (Faeröer)
Vlag van Stanley (Falklandeilanden)
Vlag van Port-aux-Français (Franse Zuidelijke en Antarctische Gebieden)
Vlag van Cayenne (Frans-Guyana)
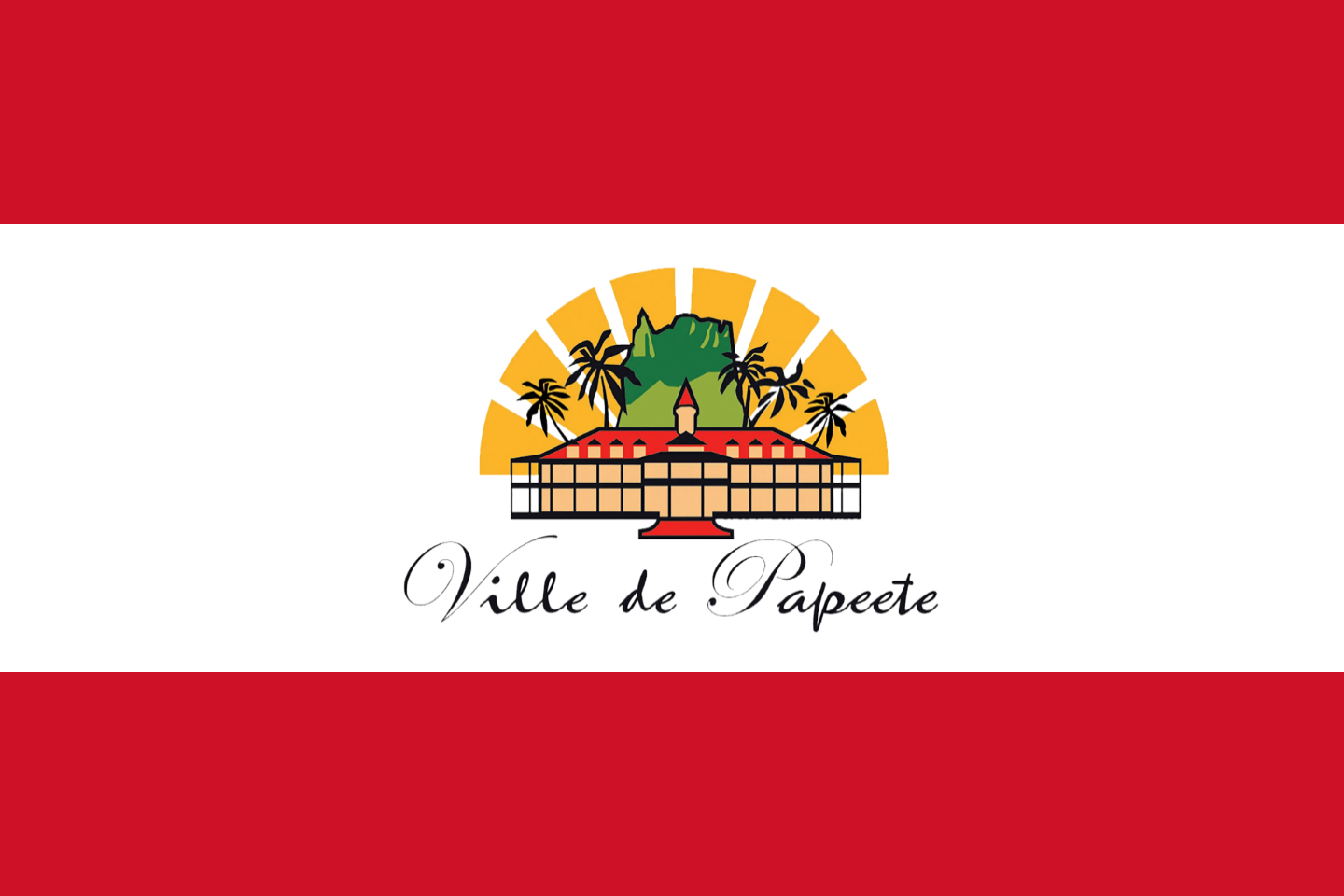
Vlag van Papeete (Frans-Polynesië)
Vlag van Gibraltar (Gibraltar)
Vlag van Nuuk (Groenland)
Vlag van Hagåtña (Guam)
Vlag van Saint Peter Port (Guernsey)
Vlag van Saint Helier (Jersey)
Vlag van George Town (Kaaimaneilanden)
Vlag van Douglas (Man)
Vlag van Plymouth (Montserrat)
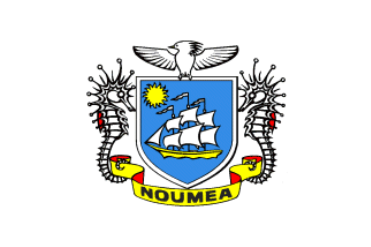
Vlag van Nouméa (Nieuw-Caledonië)
Vlag van Alofi (Niue)
Vlag van Saipan (Noordelijke Marianen)
Vlag van Belfast (Noord-Ierland)
Vlag van Kingston (Norfolk)
Vlag van Adamstown (Pitcairneilanden)
Vlag van San Juan (Puerto Rico)
Vlag van Gustavia (Saint-Barthélemy)
Vlag van Saint-Pierre (Saint-Pierre en Miquelon)
Vlag van Edinburgh (Schotland)
Vlag van Jamestown (Sint-Helena, Ascension en Tristan da Cunha)
Vlag van Philipsburg (Sint Maarten)
Vlag van Marigot (Sint-Maarten)
Vlag van Longyearbyen (Spitsbergen en Jan Mayen)
Vlag van Cockburn Town (Turks- en Caicoseilanden)
Vlag van Cardiff (Wales)
Vlag van Matâ'utu (Wallis en Futuna)
Vlag van King Edward Point (Zuid-Georgia en de Zuidelijke Sandwicheilanden)

## Huidige en voormalige niet-erkende staten

Vlag van Raqqa (Islamitische Staat in Irak en de Levant)
Vlag van Garoowe (Puntland)
Vlag van Hargeisa (Somaliland)
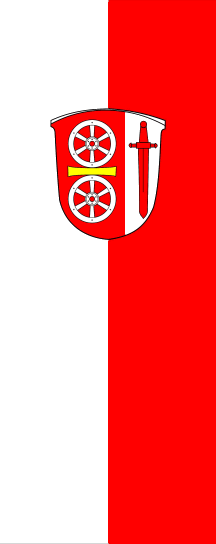
Vlag van Lorch (Vrijstaat Flessenhals)

## Hoofdsteden van subnationale gebieden

### Australischestaten en territoria
Het Jervisbaaiterritorium heeft geen hoofdstad.

Vlag van Canberra (Australian Capital Territory)
Vlag van Sydney (New South Wales)
Vlag van Darwin (Noordelijk Territorium)
Vlag van Brisbane (Queensland)
Vlag van Hobart (Tasmanië)
Vlag van Melbourne (Victoria)
Vlag van Perth (West-Australië)
Vlag van Adelaide (Zuid-Australië)

### Belgischeprovincies

Vlag van Antwerpen (Antwerpen)
Vlag van Hasselt (Limburg)
Vlag van Gent (Oost-Vlaanderen)
Vlag van Leuven (Vlaams-Brabant)
Vlag van Brugge (West-Vlaanderen)
Vlag van Bergen (Henegouwen)
Vlag van Luik (Luik)
Vlag van Aarlen (Luxemburg)
Vlag van Namen (Namen en het Waals Gewest)
Vlag van Waver (Waals-Brabant)
Vlag van Brussel (Vlaams Gewest)

### Braziliaansestaten

Vlag van Rio Branco (Acre)
Vlag van Maceió (Alagoas)
Vlag van Macapá (Amapá)
Vlag van Manaus (Amazonas)
Vlag van Salvador (Bahia)
Vlag van Fortaleza (Ceará)
Vlag van Vitória (Espírito Santo)
Vlag van Goiânia (Goiás)
Vlag van São Luís (Maranhão)
Vlag van Cuiabá (Mato Grosso)
Vlag van Campo Grande (Mato Grosso do Sul)
Vlag van Belo Horizonte (Minas Gerais)
Vlag van Belém (Pará)
Vlag van João Pessoa (Paraíba)
Vlag van Curitiba (Paraná)
Vlag van Recife (Pernambuco)
Vlag van Teresina (Piauí)
Vlag van Rio de Janeiro (Rio de Janeiro)
Vlag van Natal (Rio Grande do Norte)
Vlag van Porto Alegre (Rio Grande do Sul)
Vlag van Porto Velho (Rondônia)
Vlag van Boa Vista (Roraima)
Vlag van Florianópolis (Santa Catarina)
Vlag van São Paulo (São Paulo)
Vlag van Aracaju (Sergipe)
Vlag van Palmas (Tocantins)
Vlag van Brasilia (Federaal District)

### Canadeseprovincies en territoria

Vlag van Edmonton (Alberta)
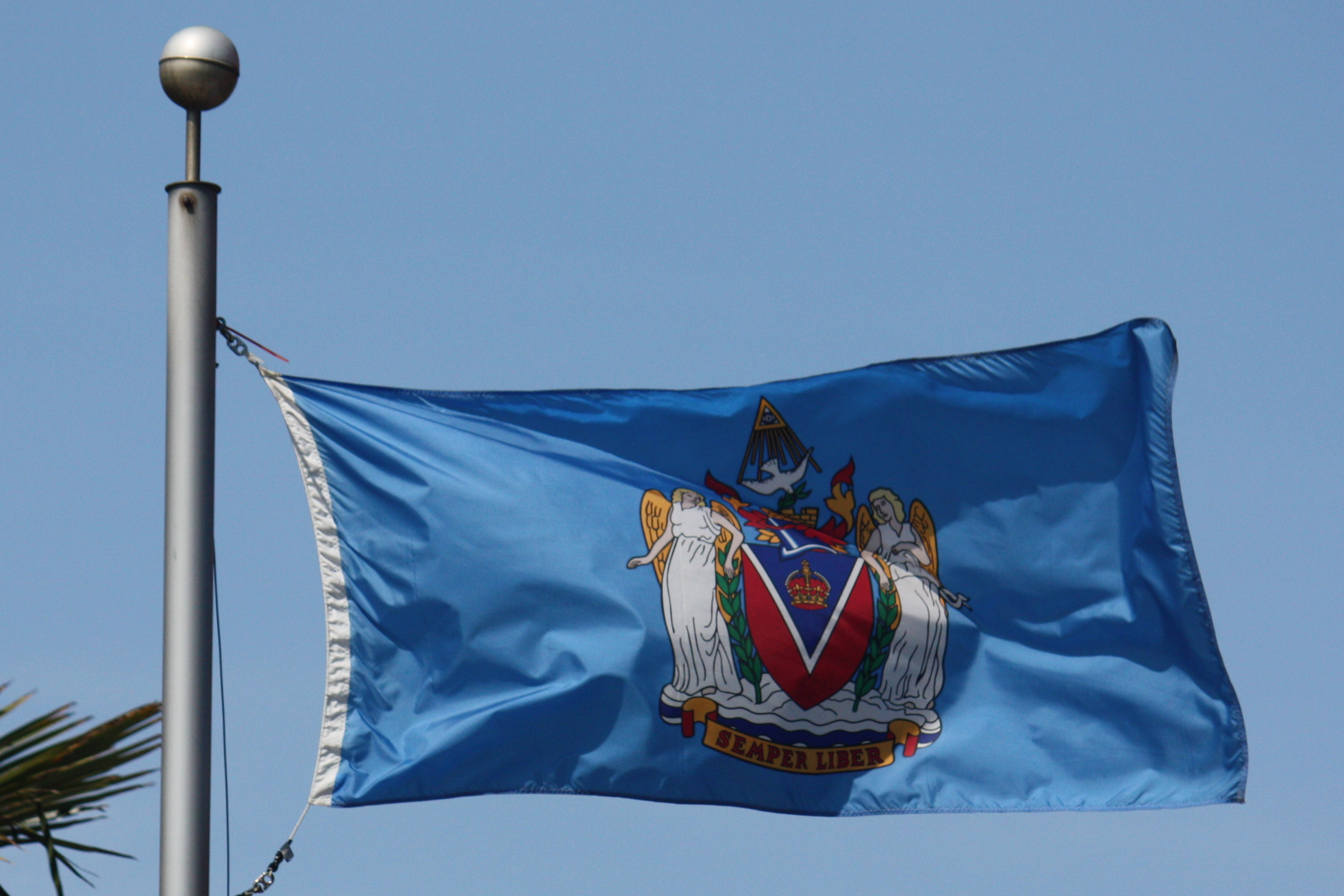
Vlag van Victoria (Brits-Columbia)
Vlag van Winnipeg (Manitoba)
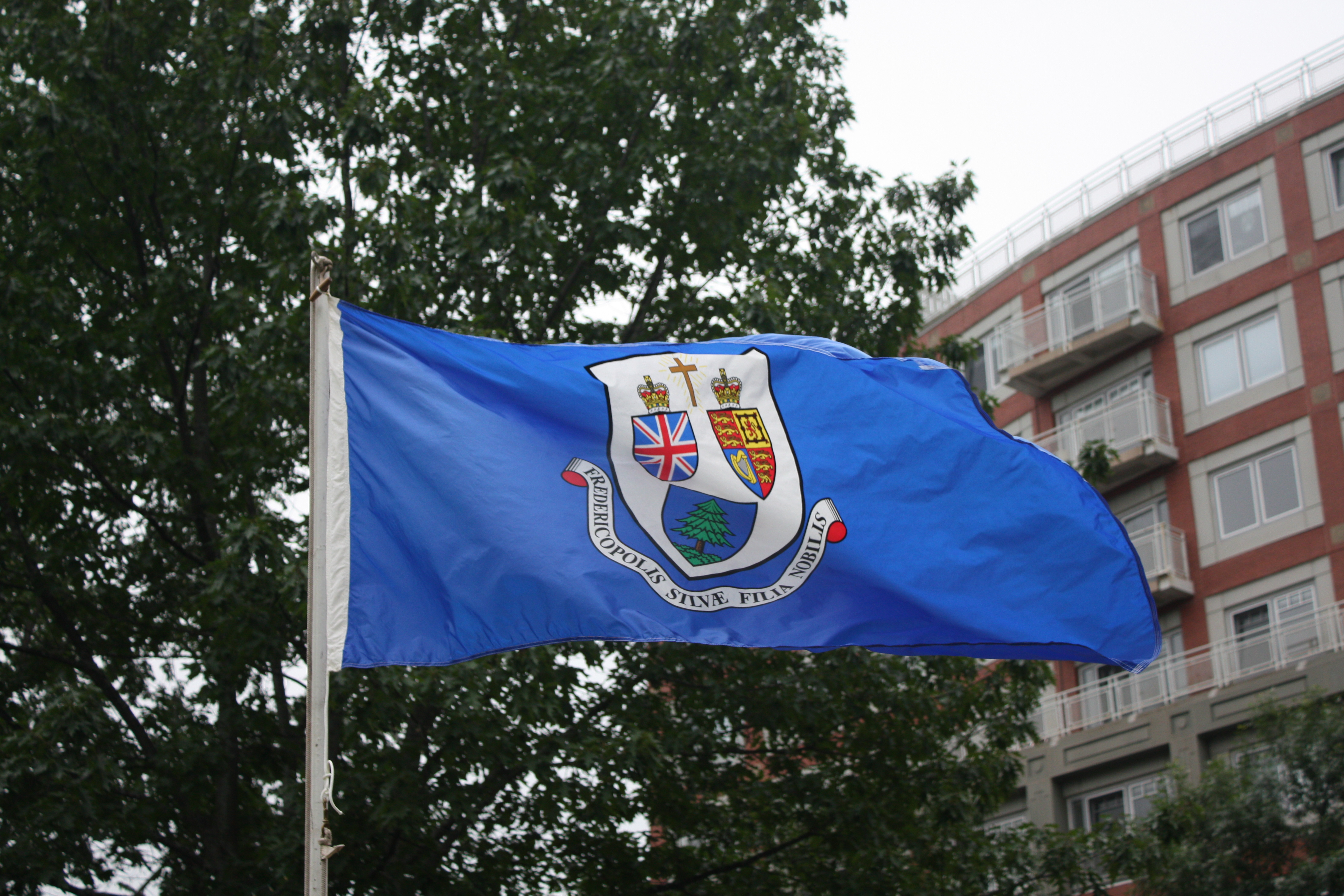
Vlag van Fredericton (New Brunswick)
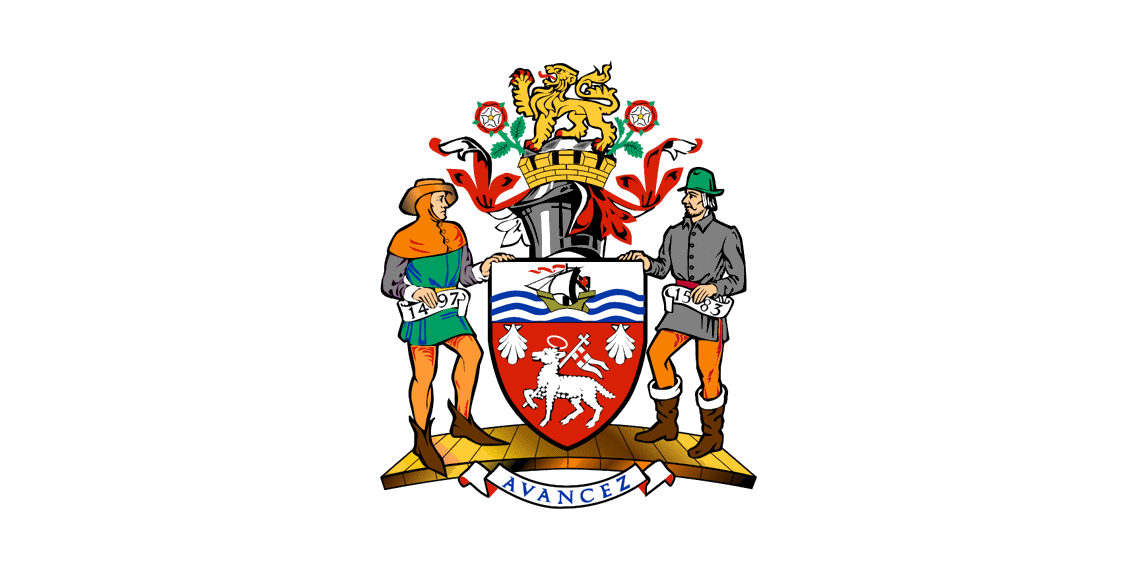
Vlag van St. John's (Newfoundland en Labrador)
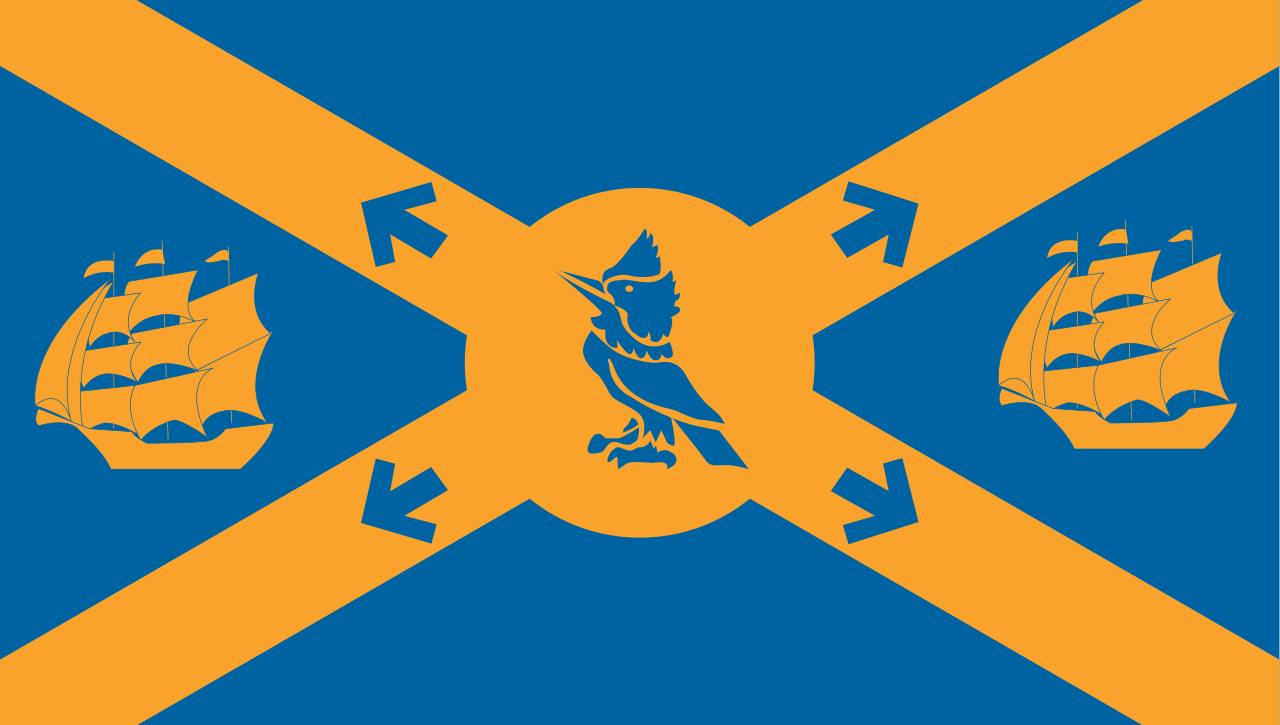
Vlag van Halifax (Nova Scotia)
Vlag van Toronto (Ontario)
Vlag van Charlottetown (Prince Edward Island)
Vlag van Québec (Québec)
Vlag van Regina (Saskatchewan)
Vlag van Yellowknife (Northwest Territories)
Vlag van Iqaluit (Nunavut)
Vlag van Whitehorse (Yukon)

### Duitsedeelstaten
Berlijn, Bremen en Hamburg zijn de Stadtstaaten.

Vlag van Stuttgart (Baden-Württemberg)
Vlag van München (Beieren)
Vlag van Berlijn (Berlijn)
Vlag van Potsdam (Brandenburg)
Vlag van Bremen (Vrije Hanzestad Bremen)
Vlag van Hamburg (Hamburg)
Vlag van Wiesbaden (Hessen)
Vlag van Schwerin (Mecklenburg-Voor-Pommeren)
Vlag van Hannover (Nedersaksen)
Vlag van Düsseldorf (Noordrijn-Westfalen)
Vlag van Mainz (Rijnland-Palts)
Vlag van Saarbrücken (Saarland)
Vlag van Dresden (Saksen)
Vlag van Maagdenburg (Saksen-Anhalt)
Vlag van Kiel (Sleeswijk-Holstein)
Vlag van Erfurt (Thüringen)

### Indiasestaten en territoria

Vlag van Port Blair (Andamanen en Nicobaren)
Vlag van Haiderabad (Andhra Pradesh, de jure)
Vlag van Amaravati (Andhra Pradesh, de facto)
Vlag van Itanagar (Arunachal Pradesh)
Vlag van Dispur (Assam)
Vlag van Patna (Bihar)
Vlag van Chandigarh (Chandigarh)
Vlag van Raipur (Chhattisgarh)
Vlag van Daman (Dadra en Nagar Haveli en Daman en Diu)
Vlag van New Delhi (Delhi)
Vlag van Panaji (Goa)
Vlag van Gandhinagar (Gujarat)
Vlag van Chandigarh (Haryana)
Vlag van Shimla[2] (Himachal Pradesh)
Vlag van Dharamsala[3] (Himachal Pradesh)
Vlag van Srinagar[2] (Jammu en Kasjmir)
Vlag van Jammu[3] (Jammu en Kasjmir)
Vlag van Ranchi (Jharkhand)
Vlag van Bangalore (Karnataka)
Vlag van Trivandrum (Kerala)
Vlag van Kavaratti (Laccadiven)
Vlag van Leh[2] (Ladakh)
Vlag van Kargil[3] (Ladakh)
Vlag van Bhopal (Madhya Pradesh)
Vlag van Mumbai[2] (Maharashtra)
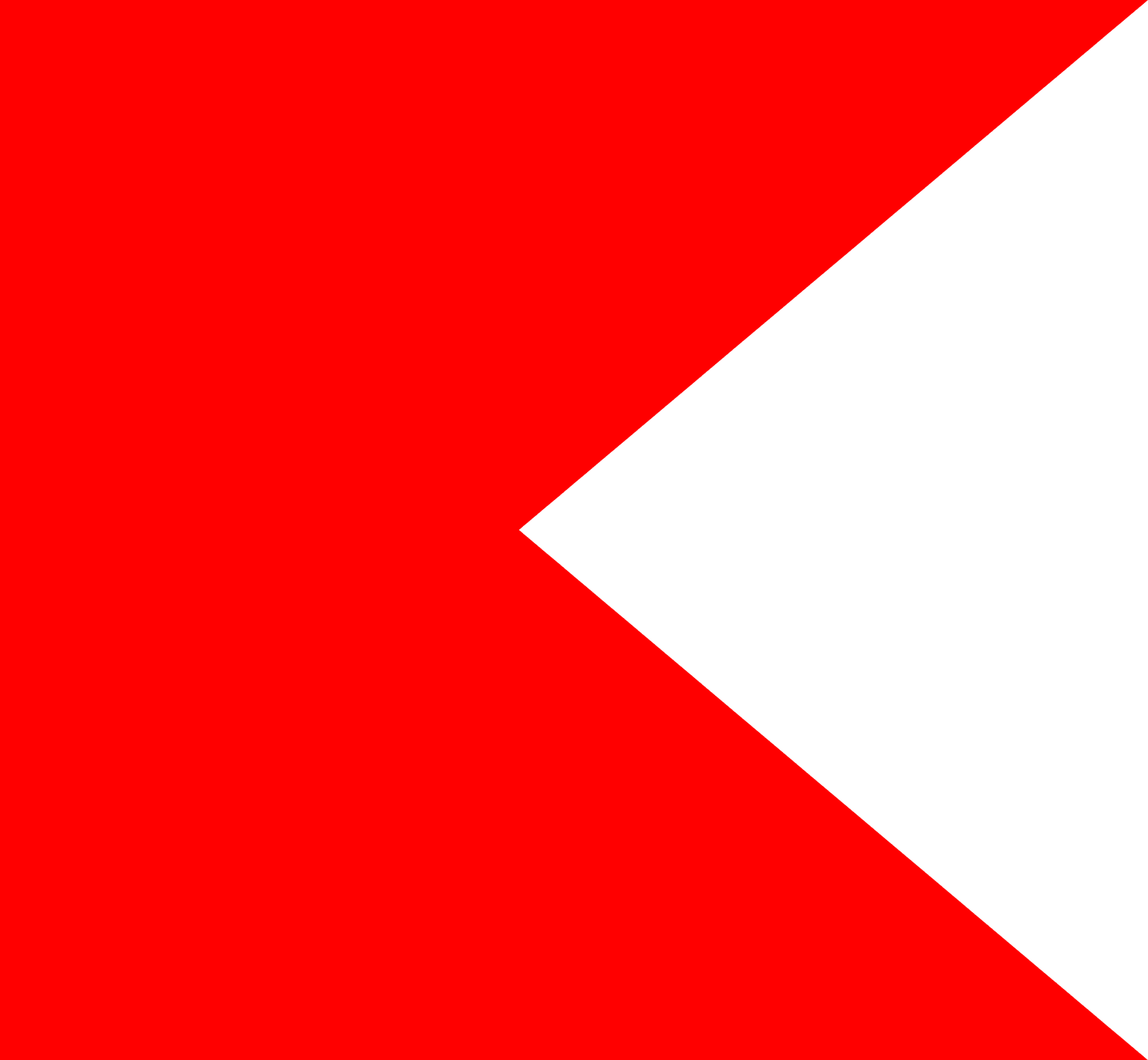
Vlag van Nagpur[3] (Maharashtra)
Vlag van Imphal (Manipur)
Vlag van Shillong (Meghalaya)
Vlag van Aizawl (Mizoram)
Vlag van Kohima (Nagaland)
Vlag van Bhubaneshwar (Odisha)
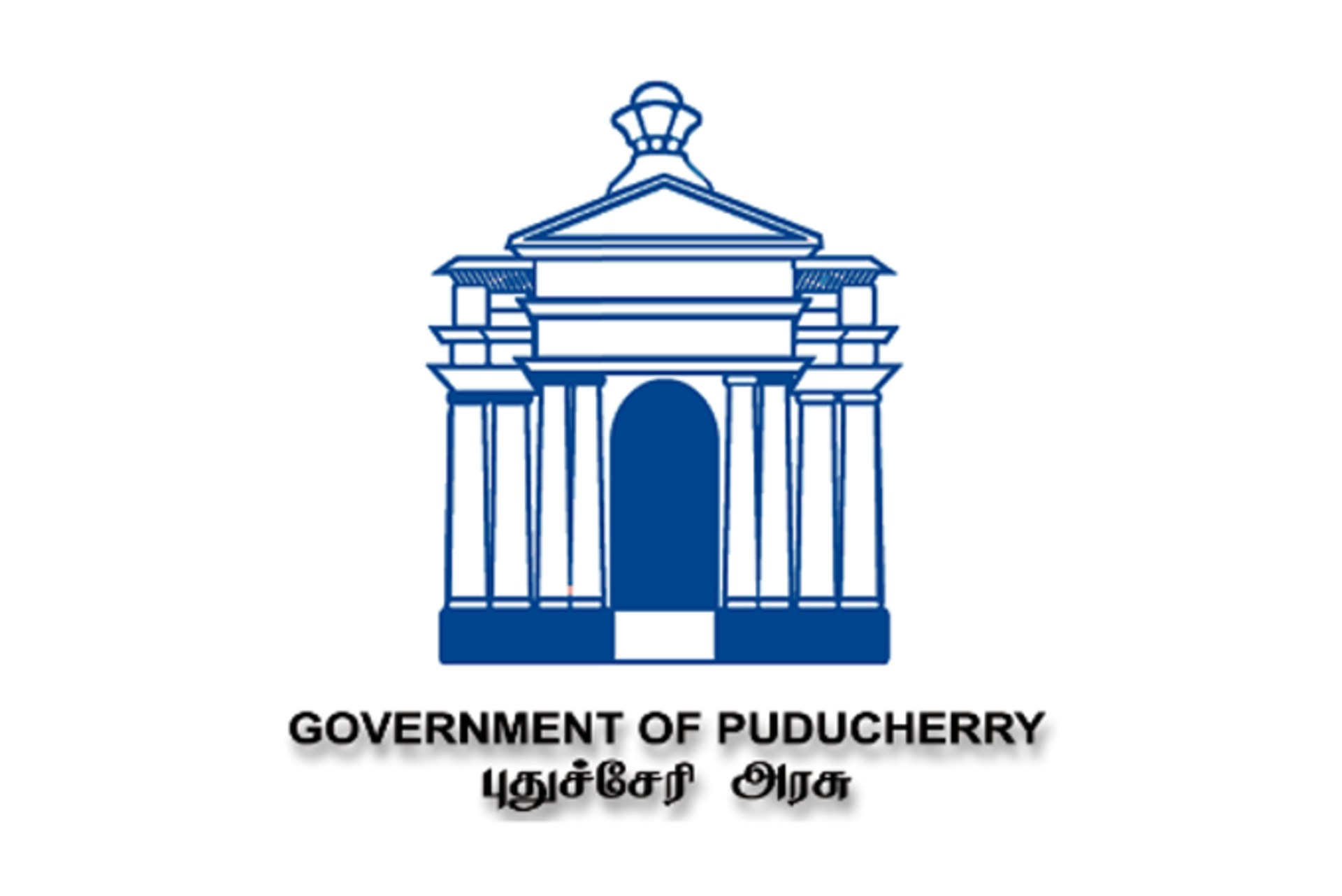
Vlag van Puducherry (Puducherry)
Vlag van Chandigarh (Punjab)
Vlag van Jaipur (Rajasthan)
Vlag van Gangtok (Sikkim)
Vlag van Chennai (Tamil Nadu)
Vlag van Haiderabad (Telangana)
Vlag van Agartala (Tripura)
Vlag van Gairsain[2] (Uttarakhand)
Vlag van Dehradun[3] (Uttarakhand)
Vlag van Lucknow (Uttar Pradesh)
Vlag van Calcutta (West-Bengalen)

### Maleisischestaten en territoria

Vlag van Johor Bahru (Johor)
Vlag van Alor Setar (Kedah)
Vlag van Kota Bharu (Kelantan)
Vlag van Kuala Lumpur (Kuala Lumpur)
Vlag van Bandar Labuan (Labuan)
Vlag van Malakka (Malakka)
Vlag van Seremban (Negeri Sembilan)
Vlag van Kuantan (Pahang)
Vlag van Ipoh (Perak)
Vlag van Kangar (Perlis)
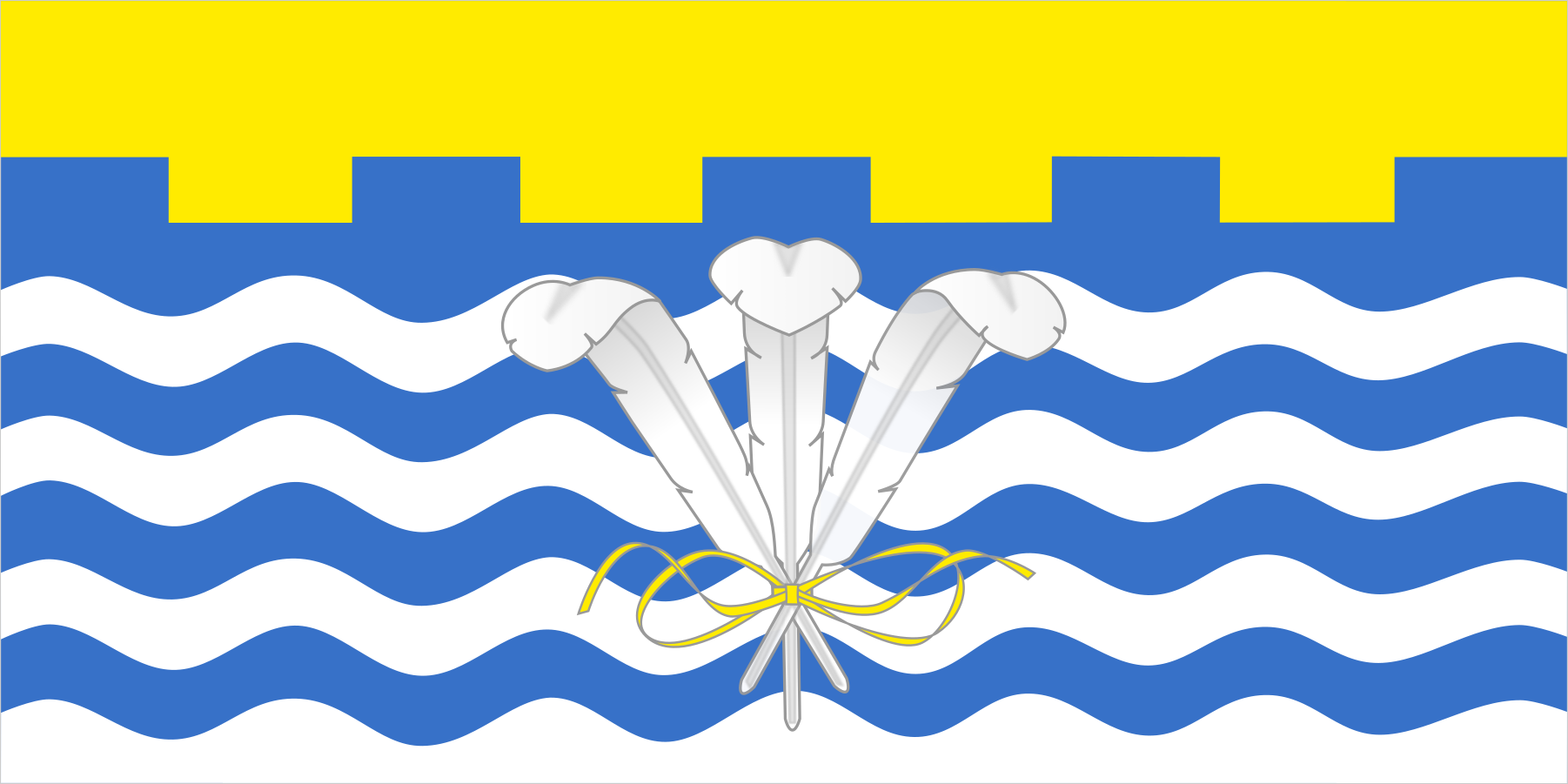
Vlag van George Town (Penang)
Vlag van Putrajaya (Putrajaya)
Vlag van Kota Kinabalu (Sabah)
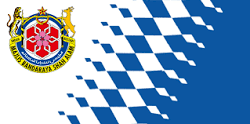
Vlag van Shah Alam (Selangor)
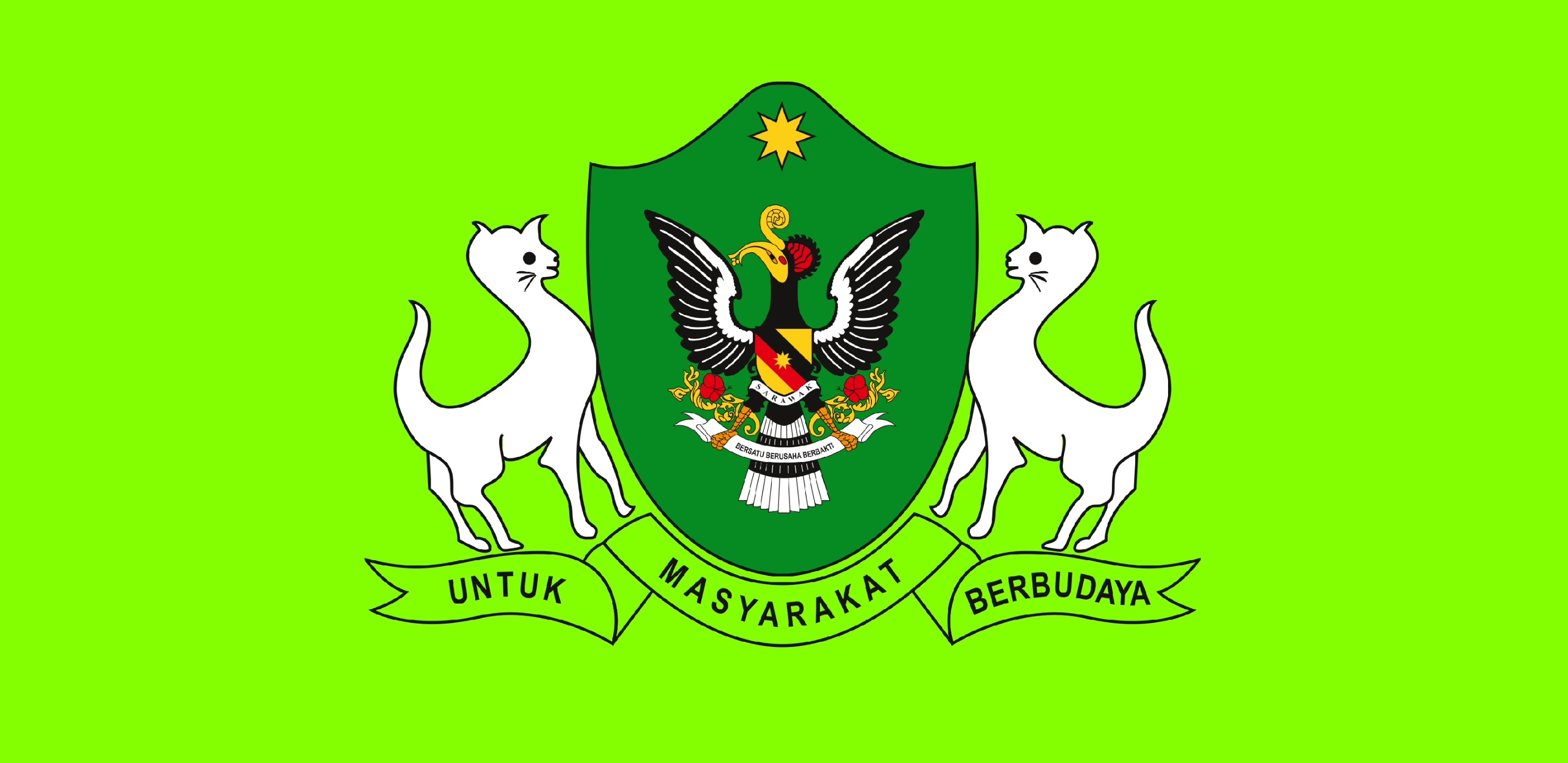
Vlag van Kuching (Sarawak)
Vlag van Kuala Terengganu (Terengganu)

### Nederlandseprovincies

Vlag van Assen (Drenthe)
Vlag van Lelystad (Flevoland)
Vlag van Leeuwarden (Friesland)
Vlag van Arnhem (Gelderland)
Vlag van Groningen (Groningen)
Vlag van Maastricht (Limburg)
Vlag van 's-Hertogenbosch (Noord-Brabant)
Vlag van Haarlem (Noord-Holland)
Vlag van Zwolle (Overijssel)
Vlag van Utrecht (Utrecht)
Vlag van Middelburg (Zeeland)
Vlag van Den Haag (Zuid-Holland)

### Turkseprovincies

Vlag van Adana (Adana)
Vlag van Adıyaman (Adıyaman)
Vlag van Afyonkarahisar (Afyonkarahisar)
Vlag van Ağrı (Ağrı)
Vlag van Amasya (Amasya)
Vlag van Ankara (Ankara)
Vlag van Antalya (Antalya)
Vlag van Artvin (Artvin)
Vlag van Aydın (Aydın)
Vlag van Balıkesir (Balıkesir)
Vlag van Bilecik (Bilecik)
Vlag van Bingöl (Bingöl)
Vlag van Bitlis (Bitlis)
Vlag van Bolu (Bolu)
Vlag van Burdur (Burdur)
Vlag van Bursa (Bursa)
Vlag van Çanakkale (Çanakkale)
Vlag van Çankırı (Çankırı)
Vlag van Çorum (Çorum)
Vlag van Denizli (Denizli)
Vlag van Diyarbakır (Diyarbakır)
Vlag van Edirne (Edirne)
Vlag van Elazığ (Elazığ)
Vlag van Erzincan (Erzincan)
Vlag van Erzurum (Erzurum)
Vlag van Eskişehir (Eskişehir)
Vlag van Gaziantep (Gaziantep)
Vlag van Giresun (Giresun)
Vlag van Gümüşhane (Gümüşhane)
Vlag van Hakkâri (Hakkâri)
Vlag van Antiochië (Hatay)
Vlag van Isparta (Isparta)
Vlag van Mersin (Mersin)
Vlag van Istanbul (Istanbul)
Vlag van İzmir (İzmir)
Vlag van Kars (Kars)
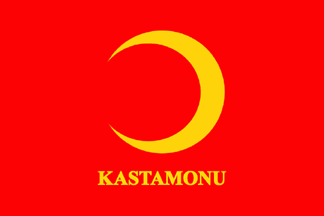
Vlag van Kastamonu (Kastamonu)
Vlag van Kayseri (Kayseri)
Vlag van Kırklareli (Kırklareli)
Vlag van Kırşehir (Kırşehir)
Vlag van İzmit (Kocaeli)
Vlag van Konya (Konya)
Vlag van Kütahya (Kütahya)
Vlag van Malatya (Malatya)
Vlag van Manisa (Manisa)
Vlag van Kahramanmaraş (Kahramanmaraş)
Vlag van Mardin (Mardin)
Vlag van Muğla (Muğla)
Vlag van Muğla (Muğla)
Vlag van Nevşehir (Nevşehir)
Vlag van Niğde (Niğde)
Vlag van Altınordu (Ordu)
Vlag van Rize (Rize)
Vlag van Adapazarı (Sakarya)
Vlag van Samsun (Samsun)
Vlag van Siirt (Siirt)
Vlag van Sinop (Sinop)
Vlag van Sivas (Sivas)
Vlag van Tekirdağ (Tekirdağ)
Vlag van Tokat (Tokat)
Vlag van Trabzon (Trabzon)
Vlag van Tunceli (Tunceli)
Vlag van Şanlıurfa (Şanlıurfa)
Vlag van Uşak (Uşak)
Vlag van Van (Van)
Vlag van Yozgat (Yozgat)
Vlag van Zonguldak (Zonguldak)
Vlag van Aksaray (Aksaray)
Vlag van Bayburt (Bayburt)
Vlag van Karaman (Karaman)
Vlag van Kırıkkale (Kırıkkale)
Vlag van Batman (Batman)
Vlag van Şırnak (Şırnak)
Vlag van Bartın (Bartın)
Vlag van Ardahan (Ardahan)
Vlag van Iğdır (Iğdır)
Vlag van Yalova (Yalova)
Vlag van Karabük (Karabük)
Vlag van Kilis (Kilis)
Vlag van Osmaniye (Osmaniye)
Vlag van Düzce (Düzce)

### Statenvan deVerenigde Staten

Vlag van Montgomery (Alabama)
Vlag van Juneau (Alaska)
Vlag van Phoenix (Arizona)
Vlag van Little Rock (Arkansas)
Vlag van Sacramento (Californië)
Vlag van Denver (Colorado)
Vlag van Hartford (Connecticut)
Vlag van Dover (Delaware)
Vlag van Tallahassee (Florida)
Vlag van Atlanta (Georgia)
Vlag van Honolulu (Hawaï)
Vlag van Boise (Idaho)
Vlag van Springfield (Illinois)
Vlag van Indianapolis (Indiana)
Vlag van Des Moines (Iowa)
Vlag van Topeka (Kansas)
Vlag van Frankfort (Kentucky)
Vlag van Baton Rouge (Louisiana)
Vlag van Augusta (Maine)
Vlag van Annapolis (Maryland)
Vlag van Boston (Massachusetts)
Vlag van Lansing (Michigan)
Vlag van Saint Paul (Minnesota)
Vlag van Jackson (Mississippi)
Vlag van Jefferson City (Missouri)
Vlag van Helena (Montana)
Vlag van Lincoln (Nebraska)
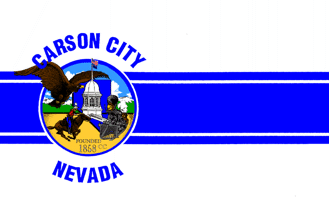
Vlag van Carson City (Nevada)
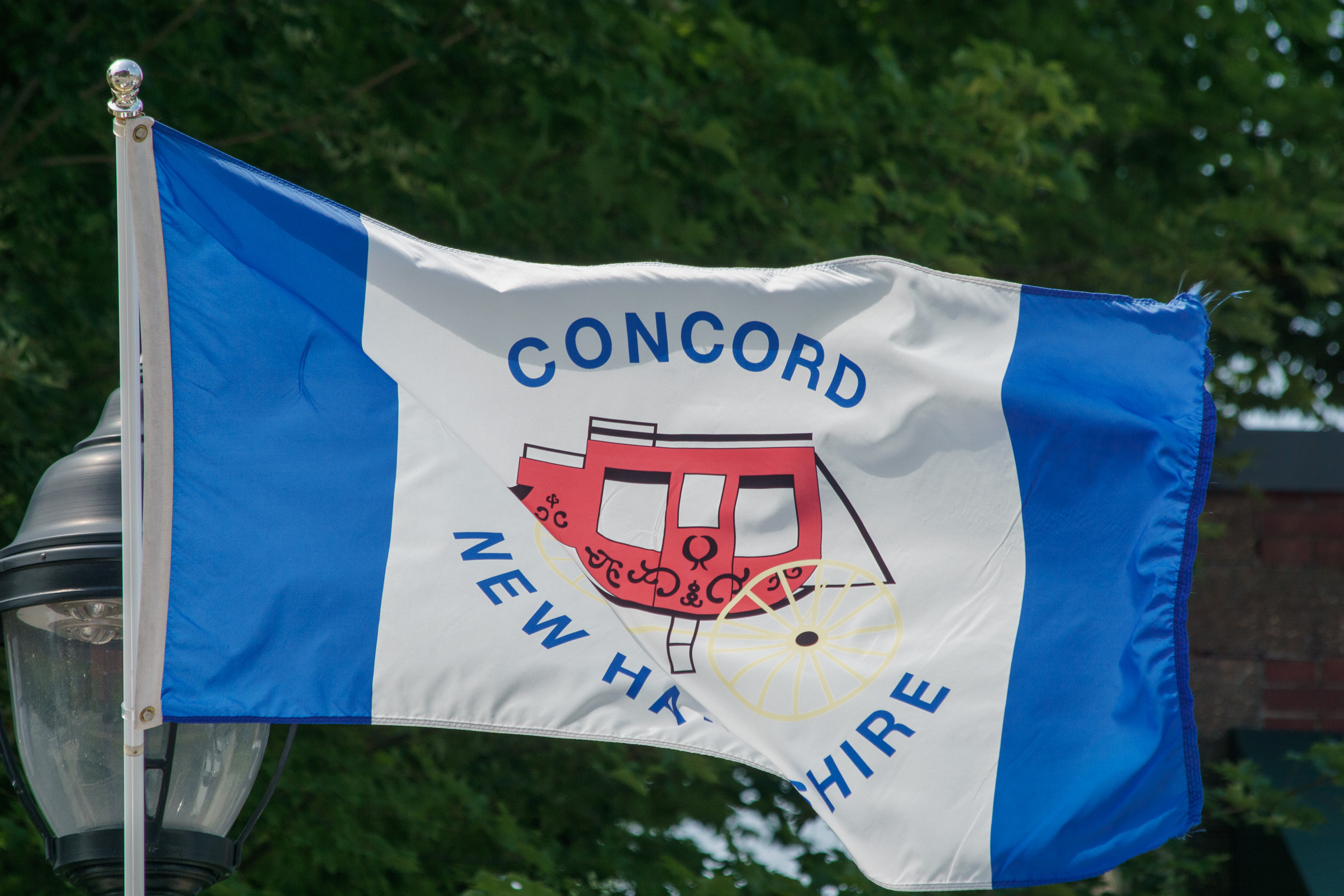
Vlag van Concord (New Hampshire)
Vlag van Trenton (New Jersey)
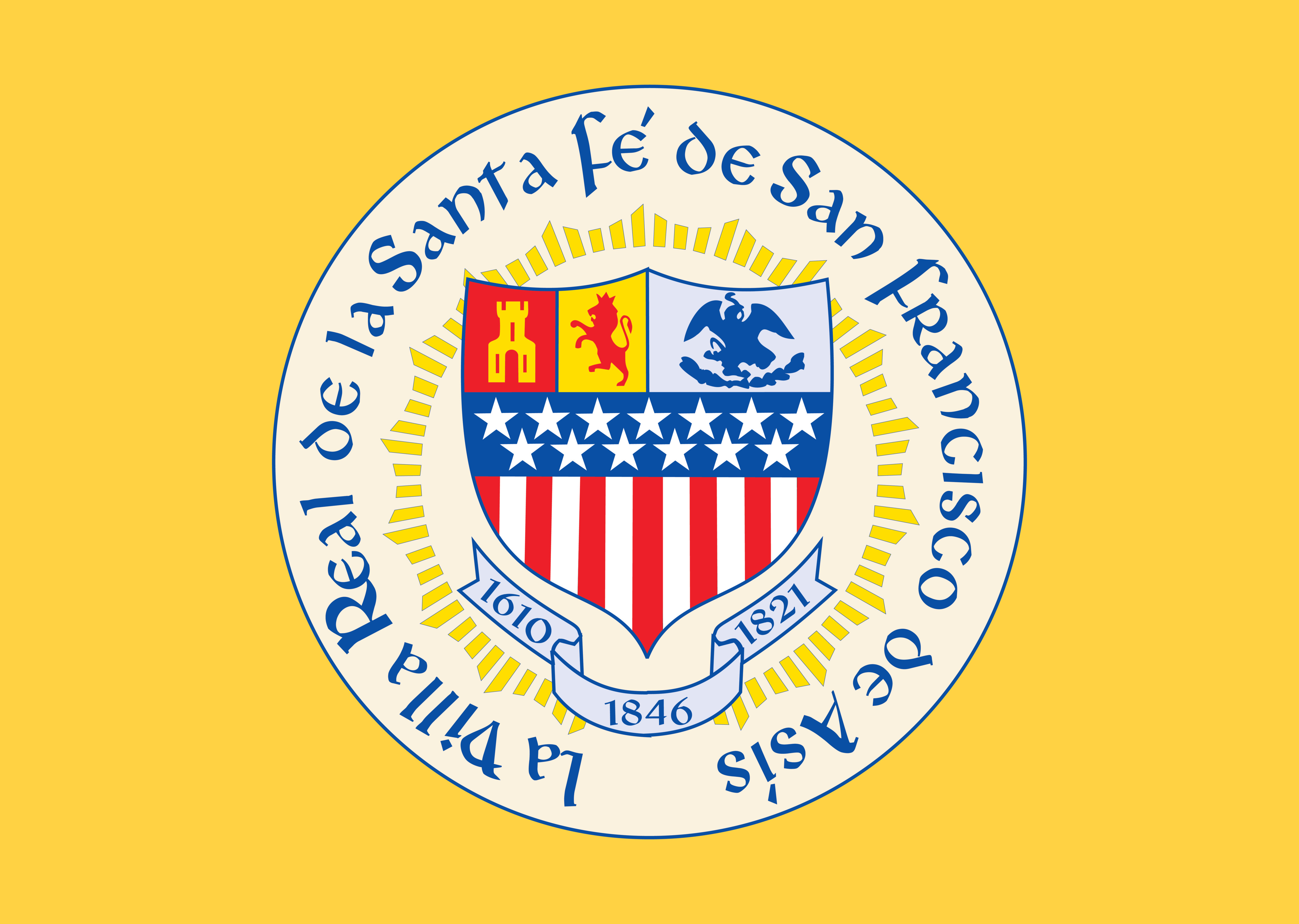
Vlag van Santa Fe (New Mexico)
Vlag van Albany (New York)
Vlag van Raleigh (North Carolina)
Vlag van Bismarck (North Dakota)
Vlag van Columbus (Ohio)
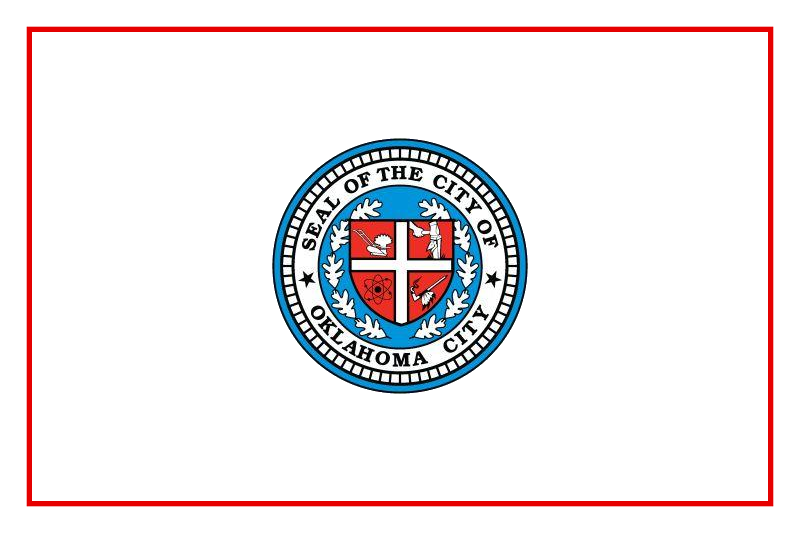
Vlag van Oklahoma City (Oklahoma)
Vlag van Salem (Oregon)
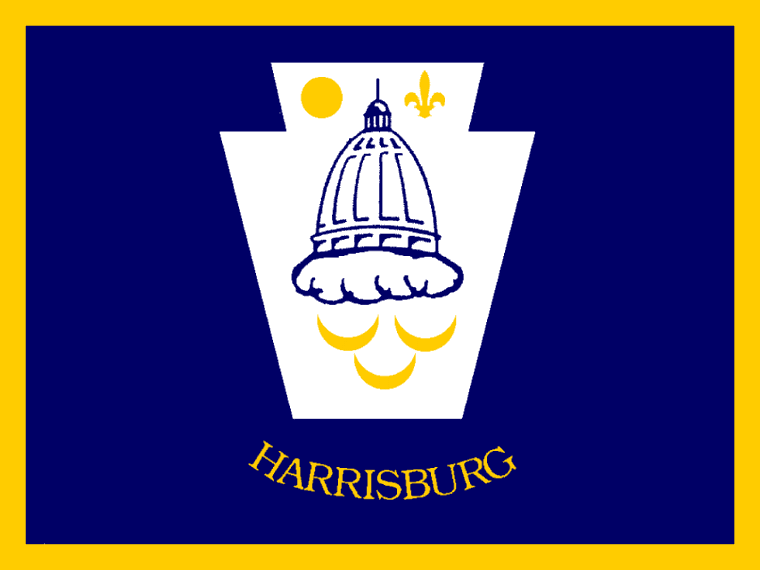
Vlag van Harrisburg (Pennsylvania)
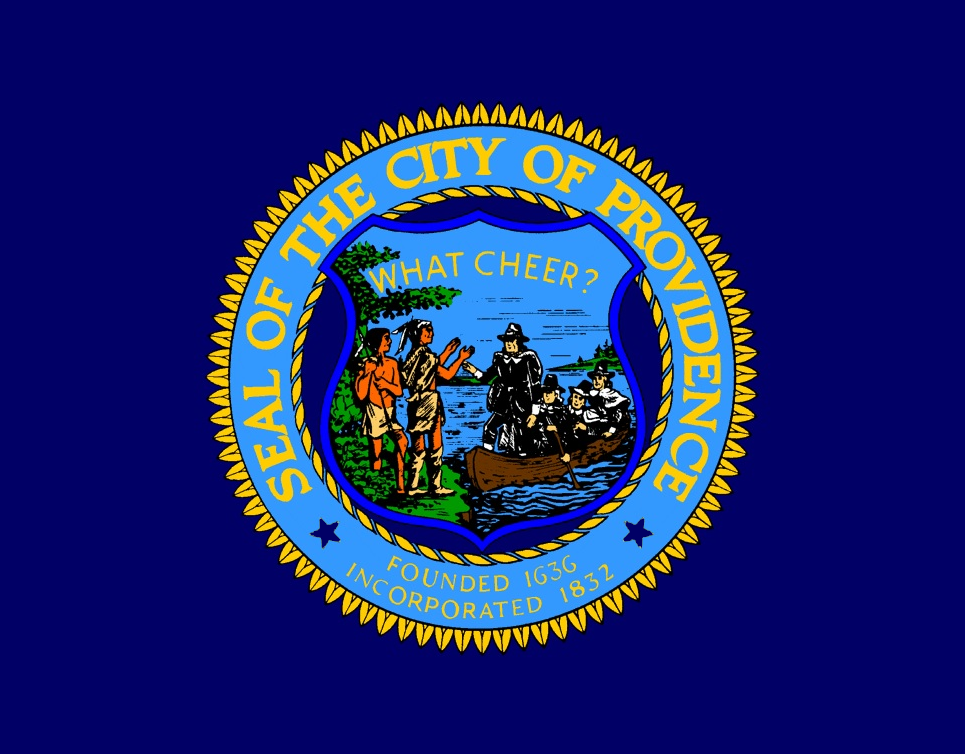
Vlag van Providence (Rhode Island)
Vlag van Columbia (South Carolina)
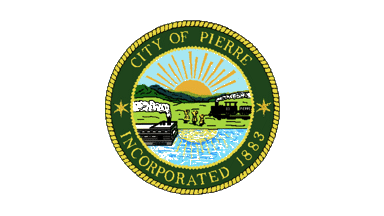
Vlag van Pierre (South Dakota)
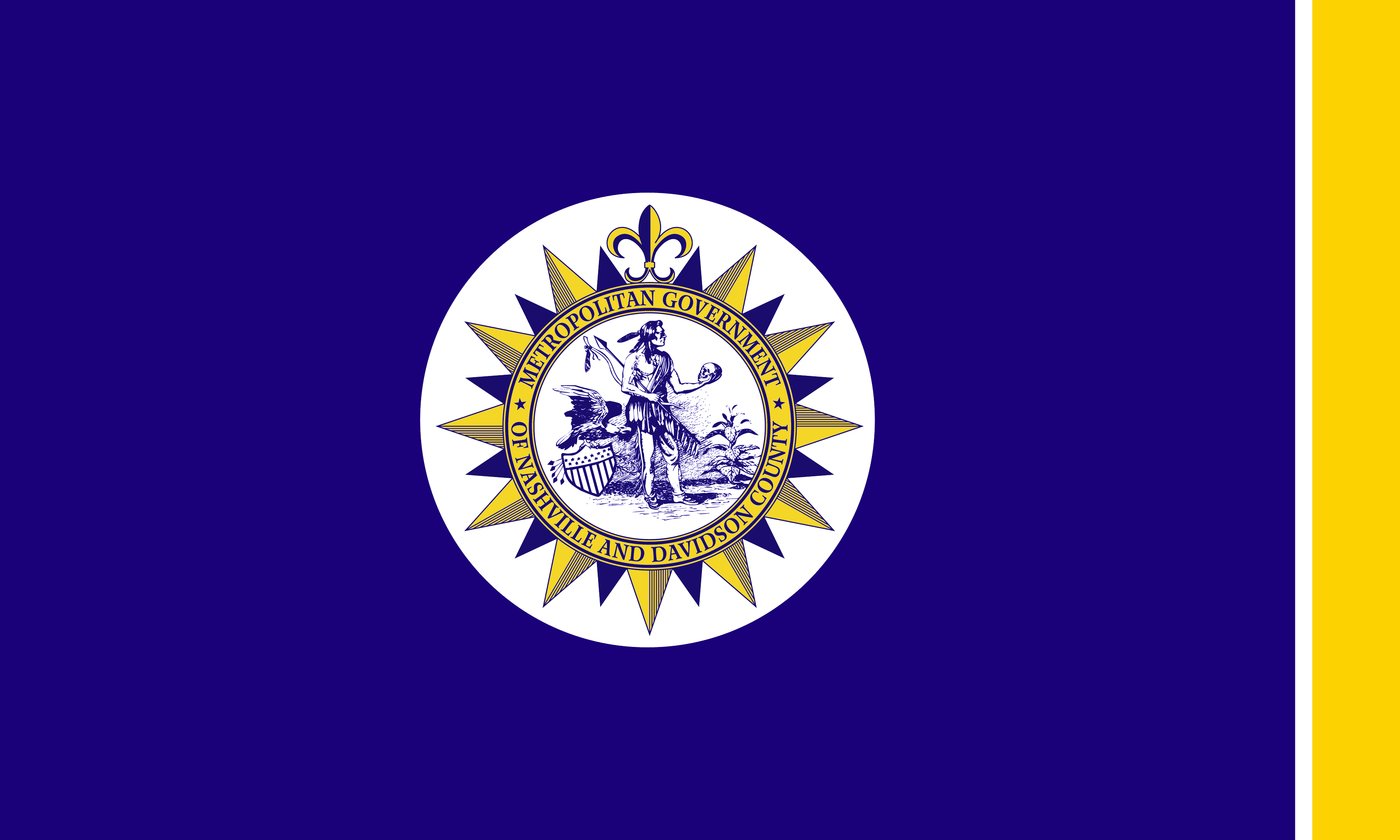
Vlag van Nashville (Tennessee)
Vlag van Austin (Texas)
Vlag van Salt Lake City (Utah)
Vlag van Montpelier (Vermont)
Vlag van Richmond (Virginia)
Vlag van Olympia (Washington)
Vlag van Charleston (West Virginia)
Vlag van Madison (Wisconsin)
Vlag van Cheyenne (Wyoming)